# Baradla–Domica-barlangrendszer
A Baradla–Domica-barlangrendszer (a magyarországi részének a neve Baradla-barlang) Magyarország legrégebben kutatott, legismertebb, évszázadok óta látogatott cseppkőbarlangja. Az Aggteleki-karszton több bejárattal nyílik. Hossza a Szlovákiában nyíló, vele egy rendszert alkotó, 5,3 kilométeres Domica-barlanggal együtt meghaladja a 25,5 kilométert. Természetes bejárata Aggtelek község határában, a messziről fehérlő magas sziklafal tövében nyílik. A Jósvafő községig húzódó, színlőkkel tagolt, meanderező főág hossza hét kilométer. Az átlag 10 méter széles, 7–8 méter magas sziklaalagút, néhány helyen hatalmas teremmé szélesedik. A főághoz több rövidebb-hosszabb mellékág csatlakozik. A barlang jelentős részét változatos színű és formájú, páratlan látványosságot nyújtó cseppkövek díszítik. Az Aggtelek falu határában fekvő Acheron-víznyelőből eredő Acheron, valamint a Domica felől érkező Styx-patakok egyesült vize ma már csak árvizek idején folyik végig a főágon. Száraz időszakban a barlangi víznyelőkön át a 30–40 méter mélységben fekvő Alsó-barlangokba jut. A barlang természetes bejárata ősidők óta nyitott, ott az újkőkorszak embere is menedékre talált.
Az első írásos említése 1549-ből származik. Első felmérést 1794-ben Sartory József végezte el. 1825-ig csak 1,8 kilométer hosszban volt ismert. Ezt a szakaszt ábrázolja Raisz Keresztély Gömör vármegye földmérője által 1802-ben készített barlangtérkép, amely a barlang első, nyomtatásban is megjelent barlangtérképe. Vass Imre mérnök 1825-ben áthatolt az addigi végpontot jelentő Vaskapu vizén és feltárta a barlang mintegy öt kilométer hosszú főágát. A barlangról és a felszínről pontos térképet és leírást készített. Munkája nyomtatásban magyar és német nyelven 1831-ben jelent meg.
A barlanglátogatás megkönnyítése érdekében az első kiépítést 1806-ban végezték el. 1890-ben a Vörös-tónál egy mesterséges kijáratot létesítettek. 1922-ben, az akkoriban a barlang végpontját jelentő Színpad folytatásában 500 méter hosszú, új szakaszt tártak fel, amelyre 1927–1928-ban Jósvafő felől tárót hajtottak. A Domica-barlang és a Baradla-barlang kapcsolatát 1932-ben a Styx-patak szifonjain áthatolva Kessler Hubertnek sikerült bebizonyítania.
A barlangot az Aggteleki-karszt és a Szlovák-karszt többi barlangjával együtt az UNESCO 1995-ben a világörökség részévé nyilvánította. A teljes barlangrendszert és a vízgyűjtő területét 2001-ben a nemzetközi jelentőségű, vizes élőhelyek védelmét rögzítő, ramsari egyezmény hatálya alá helyezték. Az Aggteleki Nemzeti Park legvonzóbb látványossága egész évben, szünnap nélkül várja a látogatókat, akik több túraútvonal közül választhatnak.

## Környezet
Magyarország északkeleti kiszögelésében, a szlovák határvidék mentén hazánk egyik legváltozatosabb karsztos tája foglal helyet. Az észak-magyarországi Középhegységhez tartozó Aggteleki-karszt (Aggteleki-hegység, Alsó-hegy) az országhatár túloldalán található Szlovák-karszttal egységes földtani, felszínalaktani és hidrológiai rendszert alkot. A jelenlegi határok megvonása előtt a két terület az irodalomban Gömör–Tornai-karsztként szerepelt. A karsztosodásra kiválóan alkalmas, triász időszaki alapkőzeten a mintegy öt millió éve, azaz a harmadkor vége óta tartó fejlődés eredményeként jellegzetes mérsékelt övi középhegységi karsztfelszín alakult ki. Ennek legszembetűnőbb jellegzetességei: a nagy kiterjedésű, csaknem 600 méter átlagmagasságú fennsíkok; a nyílt karsztos térszínek lepusztulására jellemző tál alakú mélyedések, a töbrök; a töbörsoros karsztvölgyek és uvalák, valamint a meredek, kopár hegyoldalakon kialakult karrok, karrmezők. Néhány helyen az eltömődött töbrökben, víznyelőkben kis dolinatavak víztükre csillog, a karsztos és nem karsztos térszínek határán vakvölgyek sorakoznak, ahol a helyiek által ravaszlyukként, ördög-lyukként emlegetett víznyelőkben eltűnnek az időszakos vízfolyások. A térség látványos felszínformáit a mélyben húzódó kisebb-nagyobb barlangok, barlangrendszerek egészítik ki. Köztük a legnagyobb a Baradla, melynek hossza a Szlovákiában nyíló Domicával együtt meghaladja a 25,5 kilométert. Az egységes egészet alkotó két barlang a többszintes barlangfejlődést példázza, egyben kétségtelen bizonyítéka az Aggteleki-karszt és a Szlovák-karszt hidrológiai összefüggésének.

## Kialakulás

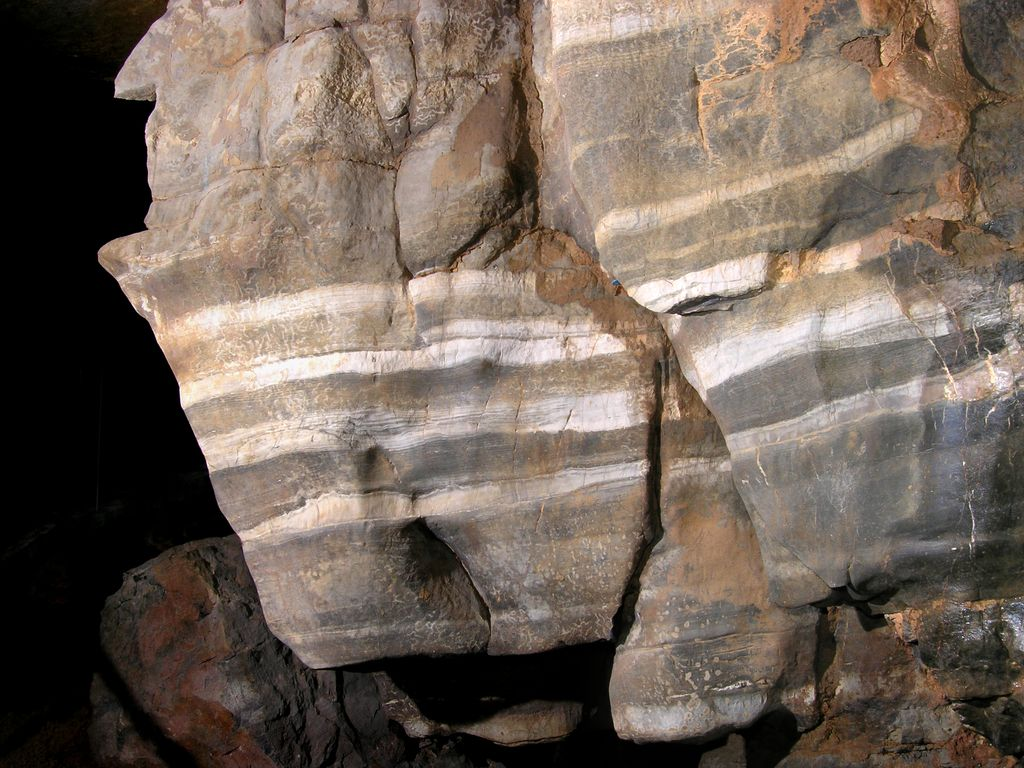
Gutensteini mészkő

A Baradla a térséget mintegy 230 millió évvel ezelőtt borító, fokozatosan mélyülő tengerből kiváló meszes üledékekben, úgynevezett középső triász mészkőben alakult ki. A triász időszak után a terület kiemelkedett, s a hegységképződés során a szilárd kőzetblokkok erősen összetöredeztek, utat engedve a felszínről mélybe jutó vizek barlangformáló erejének. A járatok fejlődésében a víznyelőkön át a mélybe jutó vizek oldó hatása mellett az általuk szállított kavicsos hordalék koptató munkája játszott szerepet. A nagyobb termek, omlások létrejöttét a kőzetmechanikai-tektonikai folyamatok befolyásolták.
A mészkövek jellegét a víz mélysége és a szárazföldtől való távolság határozta meg. A legidősebb kőzet a jósvafői bejárat és az Óriások terme között található sötétszürke-fekete, erősen töredezett vastagpados gutensteini mészkő a járatképződést ugyan lehetővé tette, de szennyezettsége a cseppkőképződést nem segítette. A barlang főágának leghosszabb része a világosszürke, jól karsztosodó, cseppkőképződésre kiválóan alkalmas steinalmi mészkőben halad. Újabb kőzetváltás csak a Vaskapu nevű szakasztól az aggteleki kijáratokig észlelhető. Ez az ugyancsak világosszürke, jól karsztosodó, viszonylag tiszta wettersteini mészkő szintén a gazdag cseppkőkiváláshoz nyújtott alapot. Az utóbbi két kőzetben ősmaradványok, zöldalgák, csigák, ammoniteszek maradványai figyelhetők meg.

## Hidrológiai viszonyok

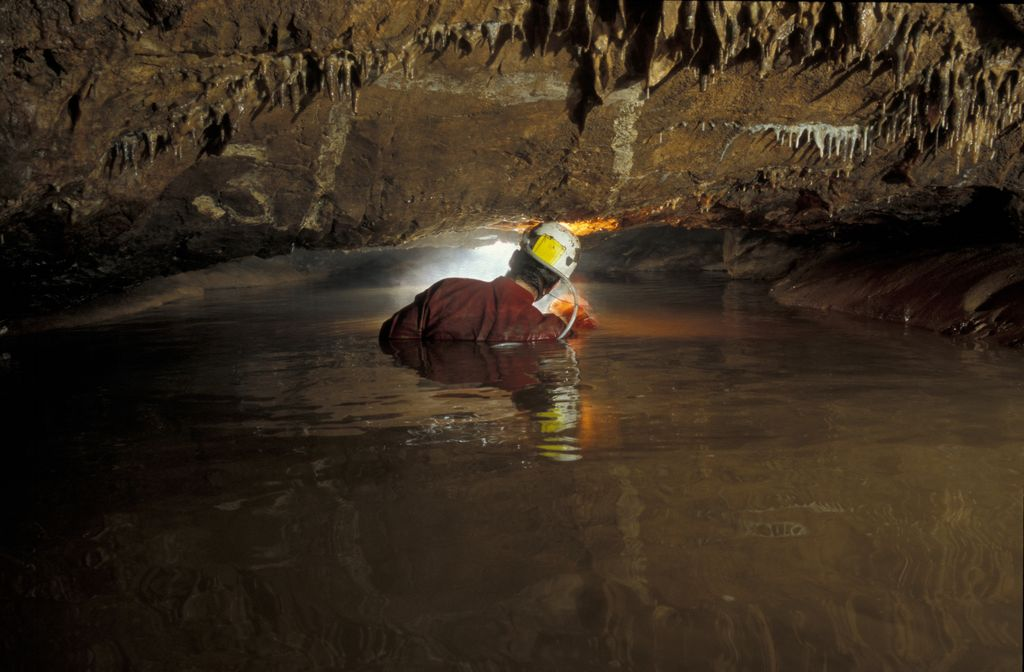
Styx

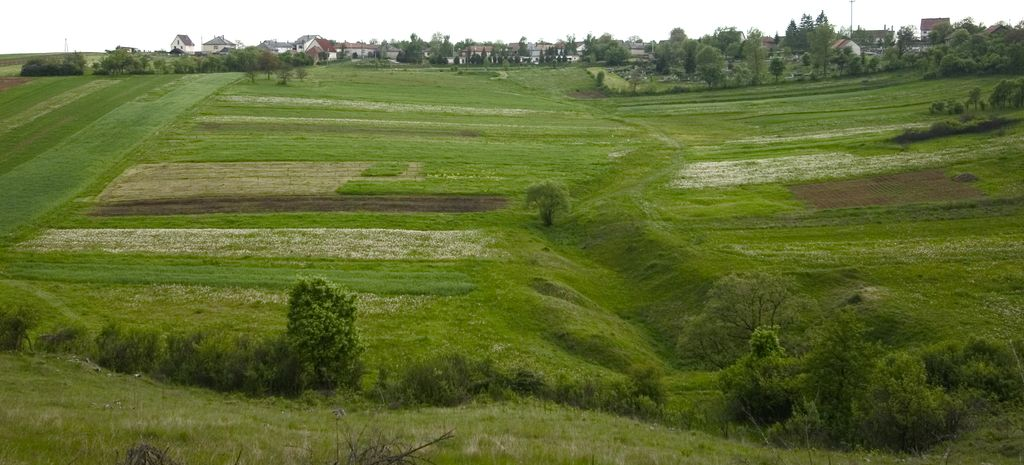
Zombor-lyuk

A Baradla–Domica-rendszer teljes vízgyűjtő területe meghaladja a 40 km²-t. A lehulló csapadék a jelentős mennyiségű beszivárgás mellett felszíni víznyelőkön keresztül jut a mélybe. A nyelőpontok között a legjelentősebb a Csernai-, a Kis-Baradla- és az Acheron-víznyelő, a Zombor-lyuk, valamint a Kis- és a Nagy Ravaszlyuk. A barlangrendszer bonyolult hidrológiai rendszeréről és összefüggéseiről az elmúlt 70 évben folytatott vizsgálatoknak köszönhetően jelentős információk állnak rendelkezésünkre, de az ismeretek még mindig nem mondhatók teljesnek.
Az Aggtelek határában fekvő Acheron-víznyelőből eredő Acheron és a Domica felől érkező Styx-patak, valamint a többi oldalág vízfolyásának egyesült vize ma már csak árvizek idején – évente csupán néhány napon át – folyik a főágban. A víz a barlangban található nyelőkön át a 30-40 méterrel mélyebben húzódó alsó szintekbe tűnik el. Az alsóbb járatok létét már Vass Imre feltételezte, de arra, hogy a forrászóna mélyebbre kerülésével az aktív vízjárat szerepét a Baradla alatt két, hidrológiai szempontból független barlang vette át, csak a Jósva-forrás okozta 1952. évi hegyomlás utáni összefüggés-vizsgálatok mutattak rá.
Az úgynevezett Rövid-Alsó-barlang főként a Sárkányfej- és az Óriástermi-nyelőn keresztül jut vízhez, míg a Hosszú-Alsó-barlang a Domica-barlang nyelőin keresztül is táplálkozik. Mindkét barlang vize Jósvafőnél, egymástól 10 m-re jut a felszínre. 1982-ben a kutatók a Rövid-Alsó-barlang vizét leszivattyúzták, és 16 szifonon áthatolva 1 km hosszban bejárták. A továbbjutást valahol az Óriástermi-víznyelő alatt húzódó hatalmas tektonikai törés akadályozta meg. A Hosszú-Alsó-barlang forrásszakaszából mintegy 127 m ismert, főágába a kutatók a Baradla Dancza-víznyelőjén áthatolva szeretnének bejutni.

## Jellegzetességek

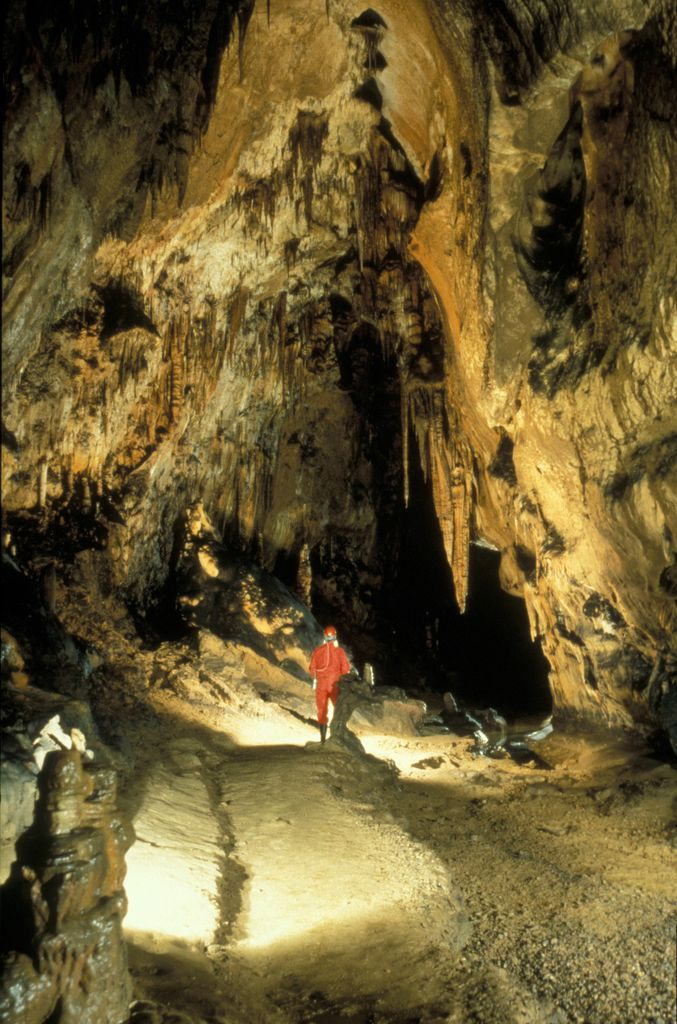
A Styx-patak medre

A Baradla több jellegzetes szakaszra osztható. Az aggteleki bejárat környékére a jelentős méretű, cseppkőképződményekben gazdag, hatalmas termek jellemzőek. Az Aggtelek és Jósvafő között húzódó 6,6 km hosszú, közel horizontális lefutású főág tulajdonképpen a felszín alatt folyó patak medre. A kanyargó, az egykori vízszinteket jelző színlőkkel tagolt sziklaalagút átlagosan 10 m széles, 7–8 m magas; néhány helyen hatalmas teremmé szélesedik, máshol a leszakadt kőzetblokkok törmelékhegyeket alkotnak. A mennyezet látványos korróziós formái több szakaszon a víz oldó hatását bizonyítják. A járatfalakat díszítő, különböző méretű hullámkagylók a vízáramlás irányát mutatják meg.
A főághoz csatlakozó mellékágak legjelentősebbje a Domica-barlang, amelyhez a Hangverseny-teremből induló Styx-ág (2644 m) vezet. Hazánk területén a leghosszabb a Retek-ág (3820 m), a Csernai-ág (1295 m), a Törökmecset-ág (1054 m), valamint a Róka-ág (484 m). A víznyelőkhöz kapcsolódó oldaljáratok megközelítik a felszínt, de azokon át még nem lehet a napvilágra jutni.
A Baradlát cseppkőgazdagsága tette ismertté. A csepegő vizek mésztartalmának kicsapódásával keletkezett változatos nagyságú, színű és formájú, egyedülálló látványt nyújtó cseppkőoszlopok, függő és álló cseppkövek, cseppkőlefolyások, -zászlók – bár eltérő sűrűségben – szinte mindenhol megtalálhatók. A cseppköveket elsőként Almási Balogh Pál próbálta forma és szín szerint tipizálni: „Leg alsóbb neműek mocskos sárga szin felülettel, a' legtisztábbak pedig czukorfehérséggel bírnak.” Észrevette a monumentális kiválások közt megbúvó, a „lúd pennájához” hasonló apró szalmacseppköveket is. Néhány helyen a szivárgó vizek cseppkőmedencéket, főként az oldalágak becsatlakozásánál pedig mésztufagátakat hoztak létre. A nagyméretű alakzatok mellett alig észrevehetők, s így ritkaságnak számítanak az általában csoportosan előforduló görbe cseppkövek (heliktitek).
A cseppkövek jelentős méretük ellenére viszonylag „fiatalok”. Nemzetközi összefogással, uránsorozatos módszerrel végzett vizsgálatok során a szakemberek megállapították, hogy az aggteleki szakaszon vett minta kora 60-120 ezer közötti, míg a jósvafői részen gyűjtött kisebb képződményeké 100 év és 67 ezer év között változik.

## Nevének eredete

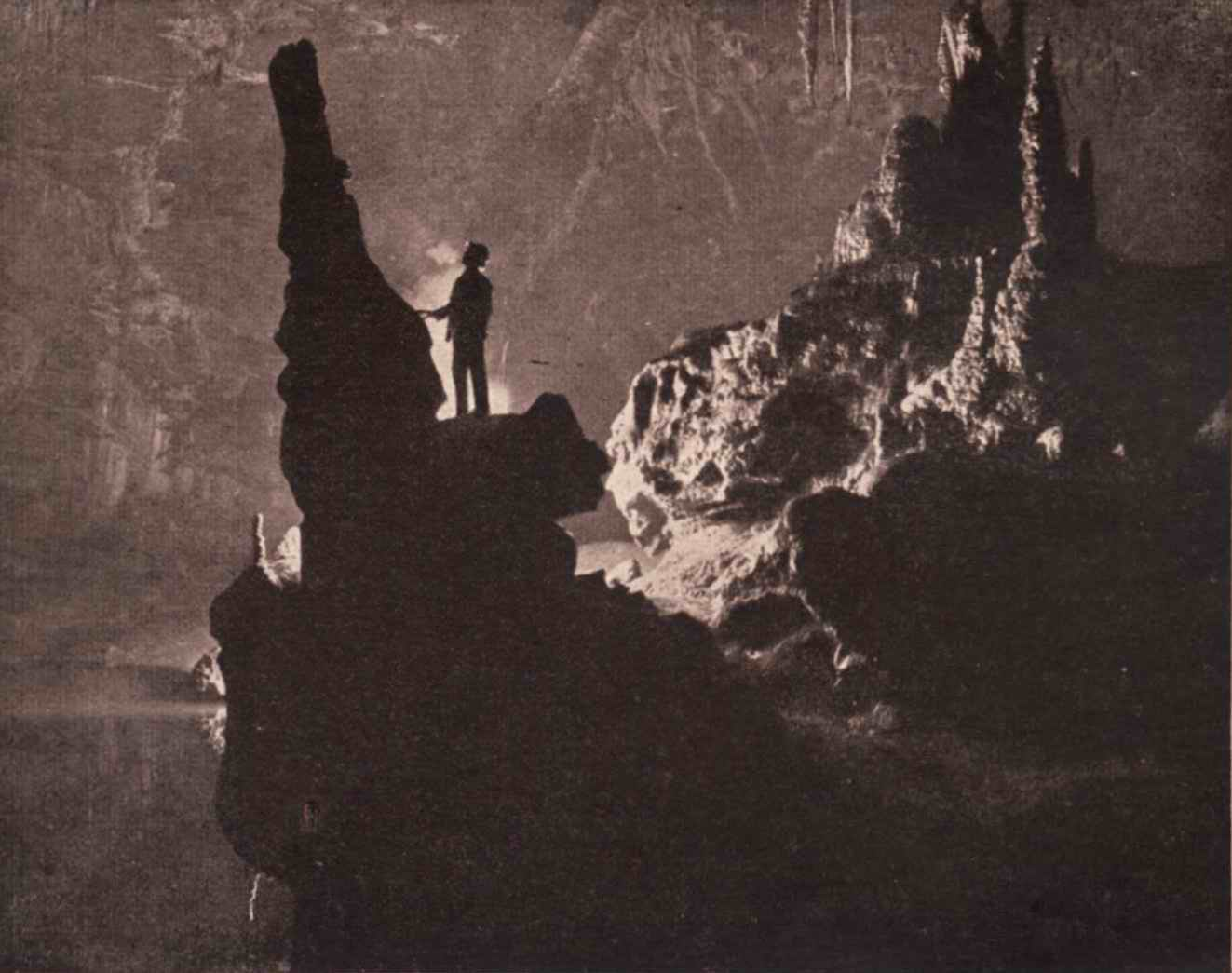
Balogh Rudolf egyik fényképe a barlangból

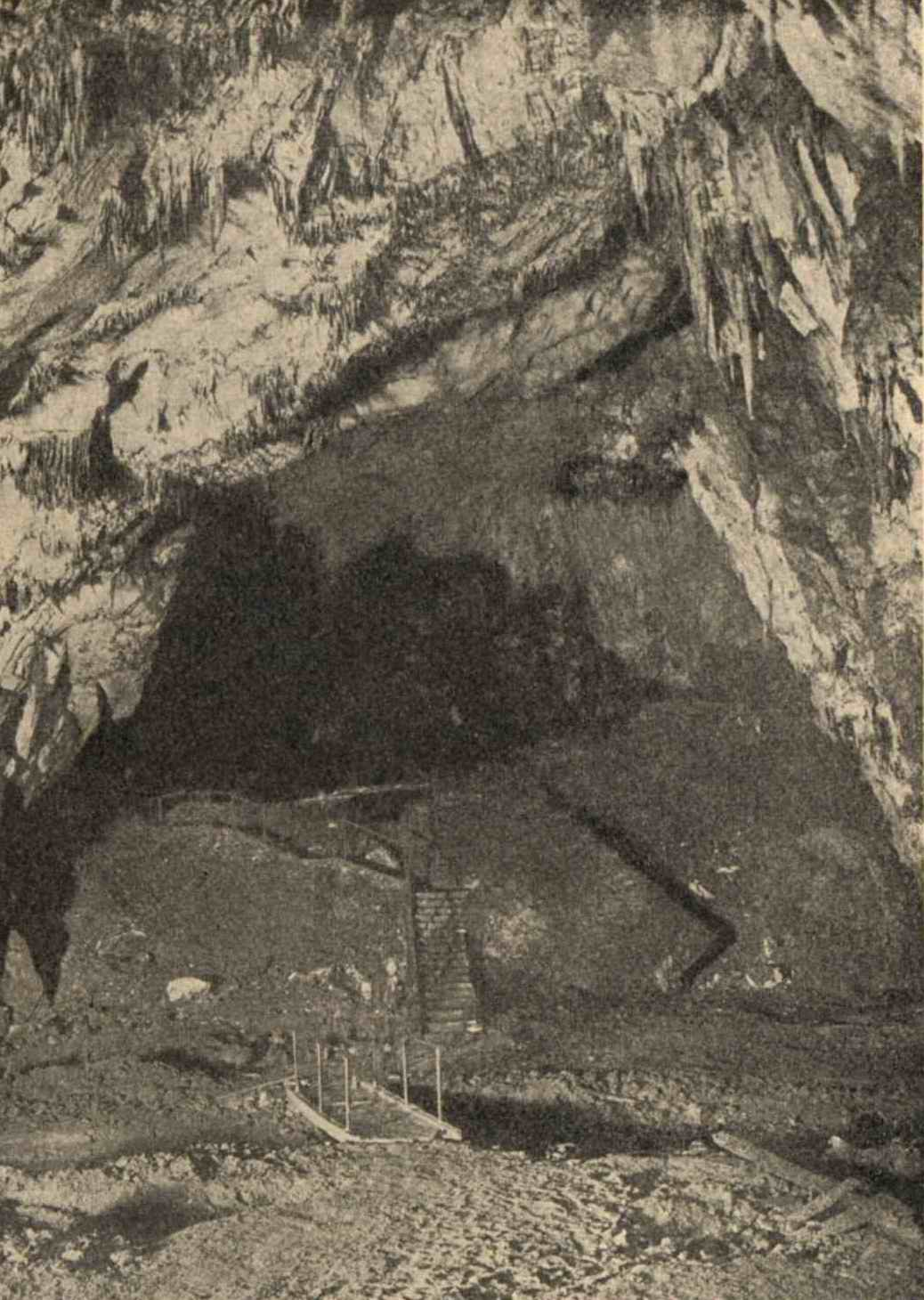
Archív felvétel a Styx egyik hídjáról

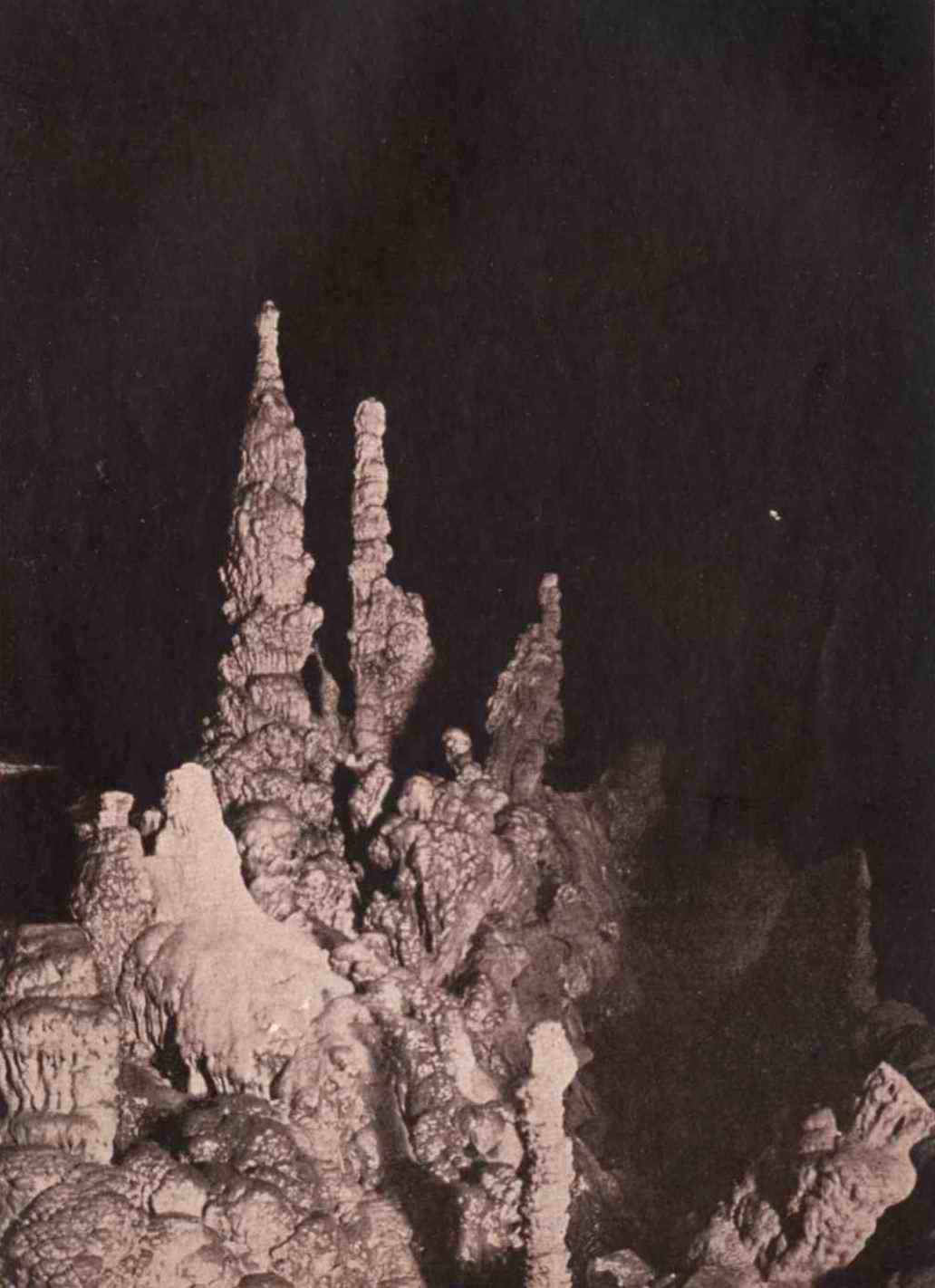
A Ganümédész kútja

A Baradla szó mint földrajzi név – jelenlegi ismereteink szerint – 1694-ben fordul elő először (Ila 1944), de ekkor még nem a barlanghoz kapcsolódóan. A korai irodalmak, egészen a 18. század végéig a barlangot nem nevezték néven, csak úgy említették, hogy Aggtelek falu közelében van.
Névvel Losonczi István 1788-ban Vácott megjelent „Hármas kis tükör” című munkájában illette, ahol „Tsudálatos Baraglya”-ként írta le azt. A ma is használatos „Baradla” Gvadányi József 1792-ben megjelent versében fordul elő először. A barlangot Vályi András „Agteleki-barlangnak” nevezte (1796), míg Staszic 1799-ben – feltehetően hangzás alapján – Baradło-ként írta le.
A barlang a Baradla nevet minden bizonnyal a felette húzódó kopár magaslatról, a Baradla-tetőről kapta. Eredetére először Raisz Keresztély és Bartholomaeides László próbált magyarázatot adni. Ők a para, paradlo szóból származtatták.
Vass Imre a Baradla nevet a barátlak szóból vezette le, s igazolásul megemlítette, hogy a néphagyomány szerint „ezen a tájon hajdan remeték, öltözetre nézve barátok laktanak.” A név szláv eredetét elvetette, sőt nemtetszését nyilvánította azért, amiért Szepesházy Károly és Thiele Joachim (1825) – Raiszt követve – a barlang nevét Paradlora változtatták.
A Baradla név eredetére és jelentésére Dénes György (1960) mutatott rá. A sziklaszirtet, sziklás meredek hegyet jelentő Bradlo – többes száma Bradla – kifejezés ma is használatos a szlovák nyelvben, s egyben élő földrajzi név is Szlovákiában. A Bradlo szóból tudományos magyarázat nélkül levezethető a Baradla kifejezés, hiszen a magyar nyelv a szláv eredetű szavakban szereplő mássalhangzó-torlódást számos esetben magánhangzó beépítésével oldotta fel, míg a szóvégi magánhangzó lehet a többes szám a betűje vagy egyszerű félrehallás eredménye is.
Mind a két név, a Baradla és az Aggteleki-barlang név is, napjainkig használatos, és az elmúlt évek törekvései ellenére, még mindig az utóbbi az ismertebb. A 20. századig az „Aggteleki” név legfeljebb csak írásmódjában tért el egymástól, hiszen Aktelek, Ag-telek, Agtelek és Aggtelek változatban egyaránt megtalálható. A névadó település és így a barlang nevének írásmódját a Belügyminiszter 1906-ban 3.0089/II. c. sz. rendeletével „Aggtelek” alakban határozta meg. Az Aggteleki-barlang név használatakor a barlang gyakran kiegészül a cseppkő kifejezéssel, és ekkor Aggteleki-cseppkőbarlangként jelenik meg.
A vörös-tói lejárat 1890. évi létesítését követően rövid ideig használták a Jósvafői-barlang nevet is, amellyel a főág Jósvafő felé haladó részét illették. Később ez a név áttevődött a Törőfej-völgy felé megnyitott szakaszra. A Jósvafői-barlang név félreértésekre adott okot, mert a tájékozatlanok úgy gondolták (és néha gondolják még ma is), hogy az Aggteleki-barlang és a Jósvafői-barlang különálló, és nem tudták, hogy mindkettő a Baradla része. Ennek a problémának az áthidalását szolgálta az, amikor az Aggtelek–Jósvafői-barlangról beszéltek. Ez a név ma már nem használatos, legfeljebb csak az „Aggtelektől Jósvafőig húzódó barlangrendszer, vagy főág forma jelenik meg.
A barlang nevének kérdése 1932-ben, a Domica feltárását követően vetődött fel újra, amikor a Magyar Barlangkutató Társulat választmányi ülésének részvevői, Gaál István javaslatát jóváhagyták. Eszerint a Baradla–Domica-rendszer nevét Nagy-Baradlaként határozták meg, és természetesen ebbe a Domicát is beleértették (Kessler 1935). Ez a név 1938 és 1945 között volt használatos, és természetesen csak a magyar irodalomban fordul elő.
1954-ben Vadász Elemér Kossuth-díjas, a geológia tudományának kimagasló egyénisége, az Országos Természetvédelmi Tanács akkori elnöke hivatalos előterjesztést készített a barlang nevének megváltoztatása érdekében, de javaslata nem ment át a köztudatba.
„Kossuth Lajos szabadságharca ma szabadságunk forradalmi elődje. Az Aggteleki barlang mai szabadságunk egyik eredménye. Méltó lenne, ha ezt a két szimbólumot egyesítenénk, s az eddig szerencsére 'névtelen' Aggteleki barlangot Kossuth Lajos nevével említenénk” (Vadász 1954).

## A képződmények nevei

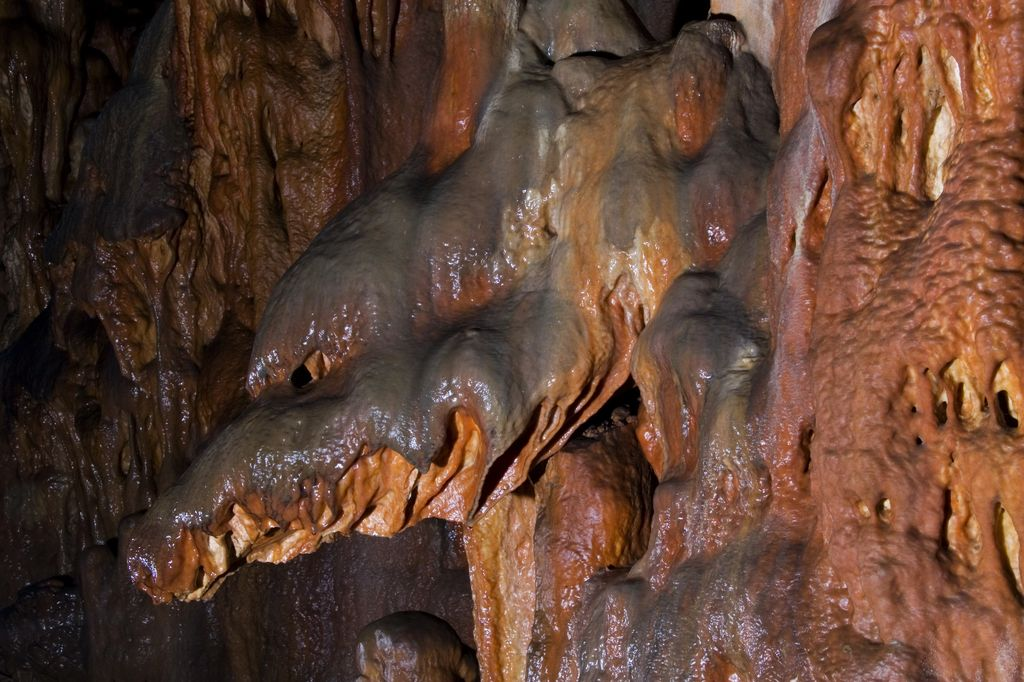
Sárkányfej

A barlang jellegzetes helyeinek, képződményeinek azonosítását nevek segítik. Az első névadó a környék lakossága, majd az Ó-ágban Raisz Keresztély, az Új-ágban Vass Imre volt. „Hogy egyértelműen kifejezhessem magam, az egyes barlangüregeket, valamint az előforduló folyókat, hegyeket, kutakat önkényes nevekkel láttam el és ahol ilyenek előzetesen még nem voltak, vagy az üregek helyzetéből és látványából vettem, vagy az ősi hittörténetből kölcsönöztem, melyeket egyébként senkire sem akarok ráerőszakolni.” – írta Raisz, és szinte minden név mellé megjegyezte, hogy az tőle vagy a néptől ered-e. A legtöbb név Vass Imrétől származik, aki Raiszhoz hasonlóan a névadáshoz felhasználta a képződmények formája adta hasonlóságot, valamint a bibliai és mitológiai párhuzamokat. „Hogy pedig a beljebb lévő részeknek neveket adtam, és azokat gyakran a mythologiából kölcsönöztem, azt én nem nagyitás, avagy csuda gerjesztés kedvéért cselekvém, egyedül a szükség vitt engem a barlang ürege megkülönböztetésére, hogy a helyeket jegyezvén, mind magam hollétemet tudhassam, mind az utánam jövő földalatti utasoknak hová való jutásokat a vezető megmondhassa”. Emellett Vass szívesen alkalmazott helység-, főként várneveket, és kölcsönözte történelmi személyek nevét is.
A későbbiekben a legtöbb elnevezést Baksay Dániel, a 20. században pedig Jakucs László jegyezte fel. Az 1950-es évek mindent átpolitizáló felfogását tükrözi, hogy a vallási, bibliai, mitológiai vagy babonás eredetű neveket „bizottsági” döntés alapján megváltoztattak, például a Rózsa Sándor gatyája nevű képződményt Rózsa elvtárs munkásnadrágjára. Ezek közül néhány ténylegesen átment a köztudatba (Nagytemplom = Fekete-terem), egyes esetekben pedig mind a két név ismert maradt (Mikulás = Télapó). A felszínen észlelt természetes jelenségek és mesterséges létesítmények hasonlósága alapján, valamint jeles eseményekhez kapcsolódóan ma is születnek nevek, sőt változnak is.

## Klímaviszonyok
A Baradla kutatói már a korai időszakban felfigyeltek a felszín alatti tér különleges klímájára. Az első írásos emlék Vass Imrétől származik, aki hőmérsékletméréseket végzett, amelyek nyomán megállapította, hogy a föld alatti hőmérséklet nem követi a felszín hőingadozásait, az átlaghőmérséklet mindig 10 °C. A rendszer egészére kiterjedő, részletes klimatológiai mérések az 1950-es évek után indultak meg és mind a mai napig tartanak. A vizsgálatok igazolták Vass Imre adatainak pontosságát, a barlang átlaghőmérséklete valóban 10 °C körül mozog, általában 10,5 – 11 °C, a téli hideg és a nyári meleg hatása csak a bejárat-közeli termekben érezhető. A téli fagyos időszakokban nem ritka a 25-30 °C különbség a barlangi és a felszíni levegő hőmérséklete között. Ebből adódóan a légnyomáskülönbségek hatására intenzív huzat keletkezik. A levegő páratartalma is viszonylag állandó, relatív értéke 95-100 % közötti, ezért a látogatóban nyirkos, hideg érzetet kelt. A főágban szén-dioxid nem érzékelhető, a műszeres vizsgálatok 0,1 %-ot állapítottak meg. A legmagasabb szén-dioxid-tartalmat, több mint 4 %-ot a Vaskapu-víznyelőnél mérték. A levegő radon-aktivitásának átlagos értéke 2 kBq/m³, a maximuma pedig 13 kBq/m³, mely az egészségügyi határérték alatt van. A barlang különleges klímájának, a levegő higiénés-mikrobiológiai állapotának köszönhetően légúti megbetegedésben szenvedők számára gyógyhatással rendelkezik.

## Élővilág

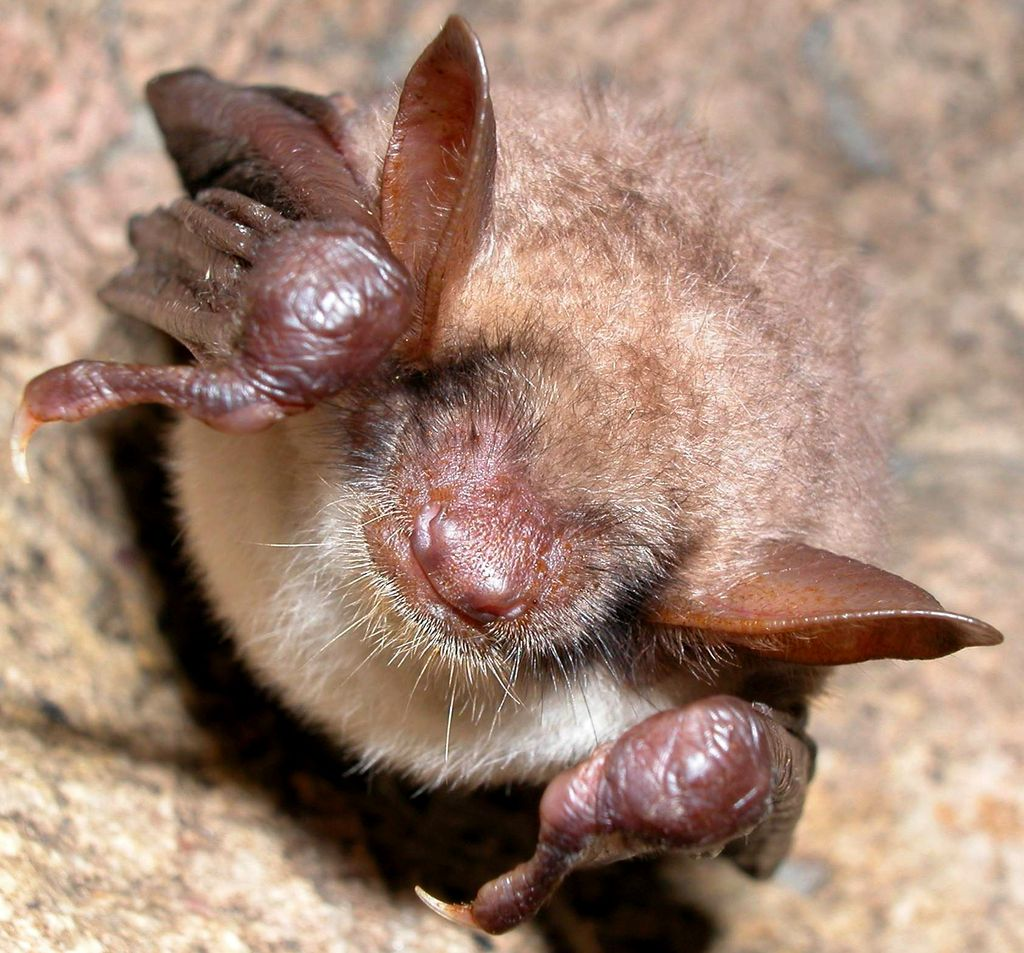
Közönséges denevér

A legfeltűnőbb barlangi lényeket, a denevéreket már a Baradla első kutatói észrevették. Raisz Keresztély megfigyelte, hogy a barlang élővilága szegényes, azt a denevérek csak tanyahelyként, téli szállásként használják, de táplálékukat ők is a felszínen szerzik meg. Vass a szemercsés vakászkát is megfigyelte, bár meghatározni még nem tudta.
A céltudatos biológiai gyűjtések csak a 19. század közepétől indultak el. Az első kutatóként Kováts Gyulát, a Magyar Tudományos Akadémia tagját tartjuk számon. Ő a Magyar Orvosok és Természetvizsgálók 1846. évi Kassa-Eperjesi nagygyűlését követően augusztus 31-én éjszaka Petényi Salamon János és Kiss Bálint társaságában járt a Baradlában, s fedezte fel „ama híres egészen vak állatot (pióczát), melyet később megtiszteltetésül nevéről Typhlobdella Kovátsiinak neveztek el”. Az azóta is gyakori lópióca (Haemopis sanguisuga), Diesing által önálló barlangi fajként való leírása azonban tévedésnek bizonyult.
A hazai barlangbiológia jeles alakja, Frivaldszky János a barlang élővilágának rendszeres kutatását 1853-ban kezdte meg. Bérczy Károly író és Frivaldszky Imre zoológus társaságában kereste fel a barlangot, és leírta a barlang legjellegzetesebb állatát, a szemercsés vakászkát (Mesoniscus graniger).
A biológiai kutatások második hulláma a huszadik század elején dúló ún. „vakbogárlázzal” hozható összefüggésbe. Ekkor ugyanis kiderült, hogy a szervek nemhasználatával kapcsolatos szervcsökevényesedés darwini tanát bizonyítják az európai barlangokban mindenfelé megtalálható aprófutoncfajok (Trechus, Duvalius, Anophthalmus), melyek a szem és a látóideg elcsökevényesedésének különböző fázisait mutatják. Az 1903-ban talált vakfutrinkát Csiki Ernő önálló, bennszülött fajként azonosította (magyar vakfutrinka).

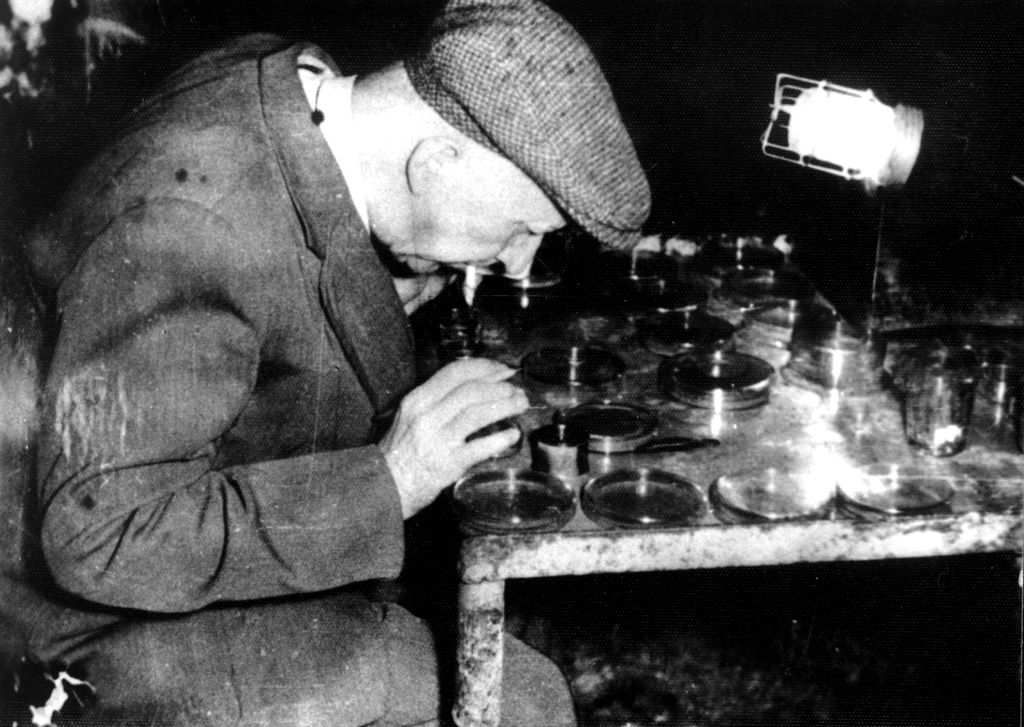
Dudich Endre

Az első átfogó eredmény azonban csak az 1930-as évek elején született meg, s Dudich Endre nevéhez fűződik, aki a Baradla élővilágának mindmáig legjelesebb kutatója volt. Munkássága során megkísérelte a barlangot, mint az élőhelyek hierarchikus rendszerét definiálni, meghatározni a konkrét környezeti tényezőket, feltárni az életközösségen belüli táplálkozási kapcsolatokat. A nemzetközi szakirodalom által is nyilvántartott, Bécsben megjelent (1932) német nyelvű munkájában a barlangból addig kimutatott állatfajok, alfajok és változatok számát 262-ben állapította meg. 1970-re ez a szám 435-re emelkedett.

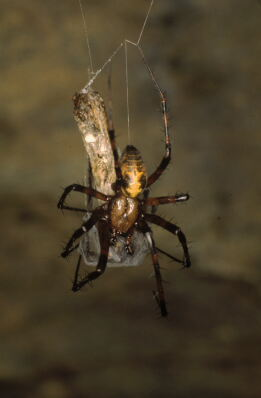
Barlangi keresztespók

A mikológiai és bakteriológiai kutatások, melyeket Dudich irányításával Moesz Gusztáv kezdett meg, s az őt követő kutatókkal együtt, számos gomba- és baktériumfaj előfordulását regisztrálták. Ennek ellenére a Baradla levegője úgyszólván „sterilnek” tekinthető. Feltűnőek a vas-mangán baktériumok által kiválasztott, a falakon, kavicshordalékon mindenfelé látható fényes, fekete mangán-oxid bevonatok.
Dudich 1958-tól haláláig a Róka-ágban kialakított biológiai laboratóriumában próbálta szpeleoló biológiai munkásságát folytatni, és tapasztalatait az utódnemzedék számára átadni, de halála után kezdeményezése lassan elsorvadt
Az 1960-as évek végére mintegy 435 állatfajt sikerült kimutatni a Baradlában, köztük jellemző bennszülött fajokat is: kétszárnyúakat, ugróvillásokat, hengeresférgeket, gyűrűsférgeket, egysejtűeket, rákokat.
Kiemelkedő jelentőségűek a következők: a kizárólag a térség barlangjaiban élő, 6–8 mm nagyságú, világos vöröses-barna színű, Csiki Ernő által leírt magyar vakfutrinka (Duvalius hungaricus), a Baradla legjellemzőbb állatfaja, a szerves hordalékon gyakran látható, fentebb már említett szemercsés vakászka (Mesoniscus graniger), a bejáratok közelében élő barlangi keresztespók (Meta menardi) és azok az apró pókfajok, amelyeket a tudomány Porrhomma rosenhaueri, valamint Porrhomma errans néven ismer. Ugyancsak jelentős értéket képvisel a barlangról elnevezett aggteleki vakbolharák (Niphargus aggtelekiensis), valamint az állandóan vízborította iszapban élő gilisztafaj (Allolobophora mozsariorum Zicsi), amelyet mindeddig csak a Baradla Rövid-Alsó-barlangjában találtak meg.

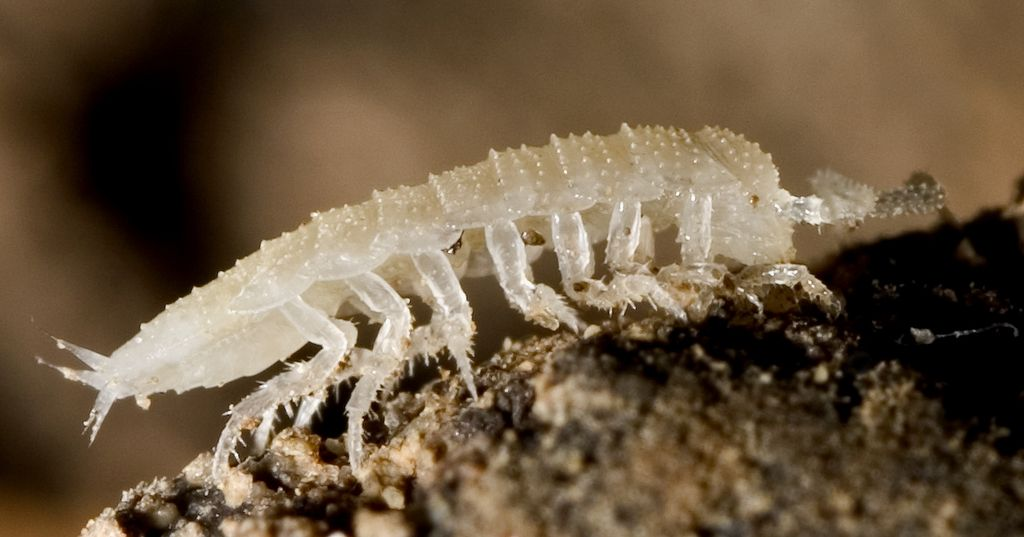
Szemercsés vakászka

Az 1970-es években a megnövekedett környezeti terhelés következtében az antropogén hatások újabb fajokkal gazdagították a Baradlát. Természetesen az eredeti fajok is megtalálhatók, néha kiugróan nagy egyedszámmal. A legújabb megfigyelések szerint az élővilág számára nem a fény, hanem a táplálékellátottság a minimumtényező. A barlang zöld növények hiányában táplálékszegény élőhely, ahol a táplálékbevitel a bejáratok közelében koncentrálódik. Itt barlangi körülményekhez nem szokott fajok is megélnek, mint egyes talajlakók, korhadéklakók, gombaevő (mikofág) szervezetek. E táplálékbőségnek köszönhetően a valódi barlanglakók is elszaporodnak, mint pl. a szemercsés vakászka.
A Baradlát élettevékenységüknek csak egy részében használó állatok (trogloxén fajok) legjelentősebb képviselői a denevérek. Az egykor oly látványos denevértömegek már a 19-20. század fordulóján eltűntek. Megfogyatkozásukat a civilizáció káros jelenségeivel is magyarázzák. A zavarást jobban tűrő fajok közül a kispatkós (Rhinolophus hipposideros), a nagypatkós (Rhinolophus ferrumequinum) és a kereknyergű patkósdenevér (Rhinolophus euryale) kedvelt tanyahelye a barlang, amit nemcsak telelés, de párzás idején is felkeresnek. Az utóbbi néha ezer fölötti egyedszámmal is megfigyelhető.
Feltűnő újdonság bizonyos ragadozó emlősállatok gyakori megjelenése a barlang aggteleki szakaszán. Az 1980-as években nyestek, a 90-es évektől rókák kedvelt tartózkodási helye. Utóbbiakat még a turisták jelenléte sem zavarja igazán. E szakaszon gyakran látható még vízicickány és nagypele is.
A mesterséges világítás hatására megjelenő, s az elmúlt évtizedekben más barlangokban sok kárt okozó zöld növényzet (lámpaflóra) a Baradlában jelentős mértékben nem terjedt el. Míg az 1970-es évek végén mintegy húsz moha- és két páfrányfaj egyedeit lehetett kimutatni, mára a páfrányfajok eltűntek, és a mohákból is csak előtelepek figyelhetők meg.

## Régészeti leletek
A Baradla, illetve az aggteleki sziklafal tövében nyíló ősi bejárat előterét elődeink mintegy hétezer évvel ezelőtt vették birtokba, s megszakításokkal ugyan, de rövidebb-hosszabb ideig, menedékként, védő- és kultuszhelyként használták. Az ásatások során előkerült több ezer lelet legnagyobb része az őskor két nagy periódusából, a középső újkőkorszakból (a csiszoltkő-korszakból) és a késő bronzkorból származik. Természetesen a Krisztus utáni időkből a 12. századtól származó tárgyak, eszközök is napvilágra kerültek. A különböző korok régészeti anyaga segítséget nyújt az egykori kultúrák használati eszközeinek, szokásainak rekonstrukciójához.
A barlang Csontház nevű termében található nagy mennyiségű csontról elsőként Raisz Keresztély tudósított, aki elképzelhetőnek tartotta, hogy azok a tatárjárás idején odamenekült és éhen halt emberek vagy a rablók által odavonszolt áldozatok maradványai lehetnek. Raisz vélekedését kortársai vitatták, és a csontokat állati eredetűnek tartották; abban az időben ugyanis még fel sem vetődött annak a gondolata, hogy a korai időkben itt élt elődeinktől származhatnak.
Amikor Vass Imre 1825-ben feltárta a barlang főágának szinte teljes szakaszát, a bejárattól mintegy 5 km távolságra, az Óriástermi-víznyelő feletti lejtőn emberi lábnyomokat látott, a teremben pedig a Ganimédesz kútja nevű cseppkőcsoportnál egy fekete cserépkorsó töredékét találta meg. Sajnos e megfigyelések szakmai értékelésére ma már nincs lehetőség, hiszen a nyomok eltűntek, azokról rajz nem készült, s a cserépnek is nyoma veszett.
Schmidl Adolf 1856. évi látogatásakor sem a helyszínen, sem a monarchia közgyűjteményeiben nem talált a Baradlából származó csontot, pedig szeretett volna véleményt alkotni azok emberi vagy állati eredetéről. Leletek után kutatva a barlang Paradicsom-ágában áttöretett egy cseppkő-bekérgeződést, de alatta csak barlangi medvemaradványokra lelt.
A magyarországi őskori maradványok felkutatásának jelentőségére Rómer Flóris, a hazai régészet megalapítója 1875-ben hívta fel a közvélemény figyelmét. Nyáry Jenő ősrégész pedig azon a véleményen volt, hogy az emberiség őstörténetét a folyók mentén elterülő völgyek és a barlangok átkutatása révén lehet csak megismerni.
Ilyen előzmények után döntött a Magyar Történelmi Társulat a Baradla régészeti feltárásáról. Nyáry többek között Thallóczy Lajos, Töttösy Béla és Péchy Jenő régészek segítségével – 1876-ban és 1877-ben három alkalommal ásott a barlang bejárati szakaszában (a Pitvarban, a Csontházban, az oda vezető folyosóban és a Denevér-ágban). A nagy intenzitással folytatott munka során jelentős mennyiségű lelet került napvilágra, melyekről pontos rajzok készültek. Az emberi és állati csontokat, magvakat neves szakemberek vizsgálták meg, s elvégezték a kerámiák anyagának vegyi elemzését is. A régészeti feltárás eredményeiről 1881-ben 179 oldal terjedelmű, nagyalakú könyv jelent meg. A 335 lelet rajzával, a barlang térképével és a feltárás helyszínét ábrázoló képekkel illusztrált munka az utókor szakmai kritikái ellenére a hazai régészet és barlangkutatás alapművei között foglal helyet. A viszonylag nagy területen, sok, teljesen gyakorlatlan segéderővel, sietősen végzett munka legnagyobb hiányossága, hogy rétegtani megfigyelések nem történtek, s emiatt a leletanyag újraértékelése nem végezhető el.
A 20. században több alkalommal folyt régészeti feltárás a Nyáry által vizsgált területek mellett a Fekete-teremben, a Róka-ágban, a Paradicsomban, valamint a Szultán pamlaga nevű képződménynél. 1910-ben Kadić Ottokár, Márton Lajos, Siegmeth Károly, 1911-12-ben Finger Béla, 1926-ban ismét Kadić, Kretzoi Miklós és Bogsch László, 1929-ben a legeredményesebb munkát végző Tompa Ferenc, 1937-ben Gallus Sándor, 1940-ben Mottl Mária, 1946-ban és 1953-ban Vértes László, 1959-ben Patek Erzsébet kutatott a barlangban. Az elmúlt években a Magyar Nemzeti Múzeum régészei Rezi Kató Gábor vezetésével elkészítették a Baradla régészeti topográfiáját és sikeres feltárást végeztek a Róka-ág bejáratánál.
A Baradla a bükki kultúra egyik fontos lelőhelye, de a barlang már korábban, az alföldi vonaldíszes kerámia fiatalabb időszakában ismert volt, s ha nem is folyamatosan, de rendszeresen látogatták az itt élők egészen a középső újkőkorszak, a bükki kultúra végéig. Míg az első „bejárók” kerámiája nem különbözik lényegesen az Alföld akkori lakóinak hagyatékától, addig a később itt tartózkodók edényei a csak Északkelet-Magyarországon és a Szlovák-karszton ismert bükki kultúra iskolapéldái. A jól ismert, már-már iparművészeti minőségű, dúsan karcolt mintával díszített, helyenként csak 1–2 mm falvastagságú cserépedények exportáruként Kis-Lengyelországtól az Al-Dunáig, Horvátországtól Erdélyig jutottak el. A hat-hétezer évvel ezelőtt élt ember e vékony falú, gömbölyded, formás tárgyakat korong nélkül, kézzel készítette, a vonaldíszeket csontfésűvel karcolta, a rovátkákat pedig fehér, sárga vagy vörös festékfölddel színezte. Néhány ép és számtalan töredékes edény mellett több kőből és állati csontból készült használati eszköz, valamint egy kultuszhely maradványai is napvilágra kerültek.
Bizonyos jelek cseppkő-bekérgeződések, a világításhoz használt fáklyák füstjének nyoma a cseppkőrétegekben arra utalnak, hogy a barlangot egészen a későbronzkorig-koravaskorig nem látogatták. Ekkor (Kr.e. 500-1000 évvel) a jórészt ugyancsak a hegyvidékeken élő Kyjatice kultúra népe „fedezte fel” újra a Baradlát. Ezt bizonyítják a következők: a Csontházban kiásott 13 sír (a halottakat hasuk alá húzott térddel, arccal lefelé, tarkójukra nagy lapos követ helyezve temették el, melléjük növénymagvakat szórtak), egy későbronzkori harcos több darabból álló bronz felszerelése, egy sziklahasadékban elrejtett, 28 különböző méretű, huzalokból készült aranykincs, valamint jelentős mennyiségű, bordás, kiemelkedő bütykökkel, csavart díszekkel ékesített, grafitporral fényesített cserépedény-töredék.
Sajnos napjainkra már jórészt elpusztultak azok a cölöpnyomok, amelyek bizonyították, hogy az ember a nyirkos, hideg levegő ellen védekezve kezdetleges kunyhókat, fekhelyeket épített a barlangban. Nehéz megítélni, hogy a szép számmal talált cölöplyukak, valamint a tűzhelyek nyomai a fent említett két korszak közül melyikhez tartoztak, vagy talán mindkettőhöz kapcsolhatóak-e. Éppen ilyen nehéz válaszolni arra a felvetésre is, hogy vajon védett lakóhelyként, kultuszhelyként, vagy esetleg csak temetkezőhelyként használták-e a barlangot. A hazai régészeti kutatások eredményei, s néhány külföldi tapasztalat alapján nem zárható ki, hogy a felszín alatti teret az újkőkorban téli szállás és víznyerés céljára használták, a későbronzkorban pedig inkább temetkező- és talán kultuszhelyként szolgált.
Ugyancsak nyitott kérdés, hogy elődeink meddig hatoltak a barlang belsőbb szakaszaiba. Patek Erzsébet az aggteleki bejárattól mintegy 2 km távolságra fekvő Szultán pamlagánál vaskori cserepeket és gabona-magvakat, valamint 12-13. és 17-19. századból származó edénytöredékeket gyűjtött. Került elő lelet az Arany utcának nevezett oldalágból (elszenesedett fadarabok) és a Matyórojt közelében egy cseppkőmedencéből (gyermek csontváza) is, de ezek pontos kormeghatározása nem történt meg. A közelmúltig cserépedény-töredékeket rejtett az Óriások terme alatti omladék is, amikről középkori eredetük mellett a régészek azt is megállapították, hogy feltehetően nem természetes úton kerültek megtalálási helyükre.
De nemcsak a barlang mélye rejti őseink nyomait, hiszen az aggteleki bejárat előtti építkezések miatt végzett leletmentő ásatások során 1969-ben Korek József, 1996-ban pedig Rezi Kató Gábor vezetésével a Magyar Nemzeti Múzeum régészei nagy mennyiségű újkőkorszaki és késő bronzkori leletet sírokat, cölöplyukakat, házalapot, padlószintet, tűzhelyet és kemencét találtak. Megállapították, hogy a térségben még vannak bolygatatlan őskori rétegek.

## A korai írásos emlékek
A Baradla első nyomtatott dokumentumaként egy olyan munkát tartunk számon, ami csak az utókor következtetése alapján vonatkozik a barlangra. Wernher György királyi tanácsos, Pozsony város kormányzója De admirandis Hungariae aquis hypomnemation című könyvében (Basel, 1549) több magyarországi barlang említése mellett azt írta, hogy „Fülek váránál, Nógrád megyében barlang van, amelyben a felülről csepegő víz nyomban megszilárdul. Sőt láthatsz ott emberi alakokhoz hasonló, ilyen csepegésből képződött köveket sorakozni. A színük fehér és nem csak maguk fehérek, de porrátörve a festőknek fehér festékként is hasznot hajtanak.". Ezt a néhány sort közel 200 éven keresztül többen is idézték anélkül, hogy bárki ellenőrizte volna, létezik-e Fülek környékén ez a barlang.
Bél Mátyás volt az első, aki Notitia Hungariae novae historico geographica (1742) című, latin nyelvű munkájában Nógrád megyénél „Csodálatos vizek és Wernher tévedése ezekkel kapcsolatban” cím alatt a következőről tudósított: „Ami a csodálatos vizeket illeti, ezek közül kevesebbről írhatunk, mint amit ez a hegyvidék ígérni látszott. Ugyanis a Füleki-barlangot, amelyről Wernher és az Ő nyomán Behamb valamint más leírók megemlékeztek, sehol sem fogod megtalálni." A barlangról bővebb információt azonban Bél sem adott, azonban a Gömör vármegyéről szóló kéziratában (1749) nemtörődömséggel vádolta az embereket, hogy azt még nem tárták fel.
A Baradla első tényleges említése egyébként Aggtelek 1696. évi portális összeírásban található: „barlangjai tágasok, márványtemplomokhoz hasonló vizes üregekkel.” Ezután majd 30 év elteltével ifj. Buchholtz György latin nyelvű naplójába 1725. augusztus 19-én az alábbiakat jegyezte fel: „elmentünk … Aggtelekre, ahol az az emlékezetes barlang van, amelyet a mészárossal, az ottani lakosok vezetőjével leírtam. Itt szép termek és sztalaktit-figurák vannak”. Buchholtz Bél Mátyás egyik munkatársa volt, aki a Notitia összeállításához számos barlangról szolgáltatott információt, sőt térképeket is készített, így rejtély, vajon miért nem közölte a tapasztaltakat, illetve mit jelenthet az említett naplóbejegyzés „leírtam” kifejezése.
A barlangról bővebb ismertetés először a pozsonyi Ungrisches Magazin című folyóiratban jelent meg német nyelven 1781-ben. Az első magyar nyelvű leírás Losonczi István Hármas Kis Tükör című, az iskolai oktatás számára készült könyvének váci kiadásában (1788) található Az Tsudálatos Baraglya cím alatt.
A barlangról a 18. század végén és a 19. század elején főként lexikonokban, illetve hazai és külföldi utazók naplójában, nyomtatásban megjelent útleírásában olvashatunk. Korabinszky János „Allmanach”-jában (1778) még csak annyi szerepel: „Aggtelek, falu Gömör vármegyében, közelében van egy barlang, melyben a felülről csepegő víz kővé válik. Mondják, hogy szétdörzsölve festéknek használják ezt a követ.” Földrajzi lexikonában (1786) már a barlang méreteivel kiegészített ismertetést közölt. Vályi András Magyar országnak leírása című munkájában (Buda, 1794) Korabinszky német szövegének magyar fordítását adta közre, csak az utolsó mondatot cserélte le egy aktuális hírrel, miszerint Farkas János 1794-ben a barlangot bejárva felfedezte azt. Új információt Hübner János lexikona (1817) sem tartalmaz.
Az első magyar utazó, aki a látottakat lejegyezte, gróf Teleki Domokos volt, aki 20 éves korában, 1793 júniusában felső-magyarországi útja során látogatta meg a Baradlát. Magyar nyelvű útleírása 1796-ban, majd németre fordítva 1805-ben jelent meg. Az ő munkáját többen felhasználták, így Sartori Ferenc (1807) és Andreas Engelhart (1828), a határokon túl hirdetve a barlang jelentőségét. Jónás József mineralógus feltehetően ásványtani ismereteinek bővítése érdekében tett utazása során 1811-ben kereste fel a barlangot. Úti élményeit már 1814-ben közölte, majd Magyarország ásványairól szóló (1820) művében a barlangismertetést a keletkezésével kapcsolatos elképzeléseivel egészítette ki. Almási Balogh Pál orvos 1818. évi látogatása alapján készítette a Tudományos Gyűjteményben napvilágot látott leírását (1820). Sokáig ez volt a barlang legismertebb, leggyakrabban idézett irodalma. Ennek nyomán dolgozta ki Schmidl Adolf magyarországi útikönyvének Aggtelek című fejezetét (1835), s a Nemzeti Kalendárium még 1847-ben is forrásként használta fel. Jelentősége nem csak abban rejlik, hogy útikalauzként használható, hanem abban, hogy a barlang jellegzetes részeinek bemutatása mellett kitért mindenre, amit vele kapcsolatban hallott, tapasztalt, sőt értékelte is azokat, s végül teljes egészében közölte magyar nyelven Townson magyarországi útikönyvének idevonatkozó részét.
Az első név szerint ismert külföldi, aki felkereste a Baradlát, Robert Townson angol természettudós, orvos, a Royal Society of Edinburgh tagja volt. 1793. július 13-án este Tornanádaskán keresztül Kassáról érkezett Aggtelekre. Megfigyeléseit Londonban megjelent munkájában közölte (1797). A három francia és két holland kiadást is megért könyv széles körben elterjedt Európában, hosszú ideig a legfontosabb információnak számított hazánkról. Stanislaw Staszic, a lengyel geológia atyja 1799. szeptember 25-én kereste fel a barlangot, s tapasztalatai Varsóban kiadott könyvében szerepelnek (1815). Földtani térképén – amely ha csak részletében is, de Magyarország első ilyen jellegű ábrázolása – a barlang helyét is jelölte. Két nappal Staszic látogatása után, szeptember 27-én William Hunter orvos, a Royal Society tagja egy hosszabb európai és közép-ázsiai utazás során jutott el Aggtelekre, s nyomtatásban is megjelent munkájában leírást adott a tapasztaltakról. Fjodor Nyikolajevics Glinka orosz költő az 1806. évi austerlitzi csata után hazánkon át hazafelé vonuló cári hadsereg zászlósaként járt a barlangban. Megszerezte Raisz Keresztély barlangtérképét, s a magyarországi utazásáról szóló, Moszkvában megjelent könyvében azt orosz felirattal, a barlang leírásával együtt közzétette (1815-1816). Francois-Sulpice Beudant francia geológus 1818-ban tekintette meg hazánk nevezetességeit. Könyvében Raiszra hivatkozva a Baradláról is említést tett (1822). Adalbert Josef Krickel gyalog járta be a monarchia nagy részét, s 1827. szeptember 27-én jutott el Aggtelekre. Bécsben publikált munkájában (1833) több mint két oldalt szentelt a barlangnak. John Paget angol orvos Kassáról Tokaj felé haladva 1835. szeptember 10-én kereste fel a Baradlát. A látogatás eredménye egy jelentős angol nyelvű barlangleírás (1838).

## A feltárás története
A Baradla megismerésének története több évszázados múltra tekint vissza. Vajon ki volt az első, aki nem menedéket keresett benne, hanem azzal a céllal kúszott át a szűk bejárati nyíláson, hogy felderítse a föld mélyének titkát? Soha sem fogjuk megtudni. Elsőként Farkas Jánost és Sartory Józsefet tartjuk nyilván, akik 1794. április 28-án tudatosan azért érkeztek Aggtelekre, hogy bejárják és feltérképezzék a felszín alatti járatokat. A barlangban Sartory és Farkas csak pár napot töltött, s amíg Sartory elkészítette a barlang térképét, Farkas leírta a látottakat. Sajnos kéziratát, miután valami sérelem érte, megsemmisítette. Sartory eredeti térképe sem maradt fenn, annak csak egy szúrt másolata került elő az Országos Széchényi Könyvtár Térképtárából 1962-ben.
A Baradla első nyomtatott térképét és részletes leírását végül is Raisz Keresztély, Gömör és Kishont vármegye tiszti főmérnöke készítette el. A magyar, német és latin nyelvű felirattal is ellátott térképei, valamint német nyelvű barlangismertetése Bredetzky Sámuel által szerkesztett könyvben (1807), valamint különnyomatként is megjelent. Raisz leírta, hogy a barlang addig ismert végpontján (Nehéz út, Nagyhó képződménye) – a vezető akarata ellenére – csak az ő meggyőző erejének hatására mentek tovább, mondván, hogy „a mágnestűvel sohasem lehet az utat eltéveszteni". De mégsem ők voltak elsők, akik bátran beljebb haladtak, mivel az Ararat előtt egy cseppkőoszlopba vert, bekérgeződött deszka szeget találtak. Feltehetően eljutottak a Vaskapu szorosáig, ahol Raisz a mély vízbe „övig” beleesett, és így a további kutatással felhagyott. Feltárásának jelentőségét az őt követő Vass Imre sikere teljesen elhomályosította, az utókor pedig csak térképeit értékelte, leírását nem, miután a barlang kialakulásáról alkotott téves elképzelését – „e barlangok és mélyedések éppúgy sok égő kráter lehetett hajdanában” – már kortársai is cáfolták.
A Baradla mindmáig legsikeresebb feltárója Vass Imre volt, aki nemcsak hivatalában, hanem a barlangi munkálatokban is követte Raiszt. 1825-ben kihasználta azt a lehetőséget, hogy az addigi végpontot jelentő Vaskapu-szorosnál a patak vízszintje az évek óta tartó szárazság következtében lesüllyedt, s a korábban áthatolhatatlannak tartott szűkületen túljutva bejárta a főág további, mintegy 4,5 km hosszú szakaszát, egészen a ma Színháznak nevezett teremig. Elődjéhez hasonlóan ő is felmérte a barlangot és a felette húzódó felszíni területet, valamint a tapasztaltakról mindenre kiterjedő részletes leírást készített. Alapvető munkája a térképekkel együtt 1831-ben jelent meg magyarul, majd német nyelven is.
A következő, bár kisebb jelentőségű eredmény Schmidl Adolf földrajztudós, a modern barlangkutatás atyja nevéhez fűződik. 1856 augusztusában tett néhány napos látogatása során a Retek-ágban mintegy 280 öllel (531 m) mélyebbre hatolt, mint Vass Imre. A barlang egészére vonatkozó megfigyeléseit még ugyanazon év októberében ismertette a bécsi akadémián, és a barlang tudományos igényű leírását német nyelven közkinccsé is tette.
A barlang történetében új szakaszt nyitott Kaffka Péter, aki 1922-ben Vass Imre nyomán több ponton is feltáró munkába kezdett. Először Aggteleken, a Styx vízfolyásával szemben szeretett volna tovább haladni, ennek érdekében a vízszintet a tufagátak áttörésével szerette volna csökkenteni. A sikertelenség után a Pokol végén kísérelte meg a továbbjutást, ahol a kőomlás közötti átjáró megtalálása csak a véletlen műve volt: a mintegy 500 m hosszú új szakasz nyílására akkor leltek rá, amikor a munkálatokban segítséget nyújtó Szontagh P. hasadékba esett cigarettatárcája után kutattak. A feltárással közel 100 év után igazolták Vass Imre elképezését, hogy a barlang a Farkas-völgy felé tovább húzódik.
1932 augusztusában két olyan jelentős feltárás történt, amelyek eredményeként a barlang hossza több kilométerrel megnőtt. Előbb augusztus 21-én Kessler Hubert és társa a Styx szifonjain áthatolva bejutott az országhatáron túl nyúló Domicába, s ezzel bizonyossá vált a két barlang korábban csak valószínűsített járható összefüggése. Majd 23-án Jaskó Sándor vezetésével a Retek-ágnak a Ravasz-lyuki víznyelők felé húzódó mintegy 1000 m hosszú folytatását fedezték fel. A Budapesti Egyetemi Turista Egyesület (BETE) barlangkutatói a Törökmecset-ágat is bejárták és feltérképezték.
A háború utáni első jelentős feltárás, a barlang akkori igazgatójának Révész Lajosnak a nevéhez fűződik, aki – Vass Imre leírását követve – 6 m törmelék átbontásával 1949 januárjában jutott be az Óriások terméből induló Meseország nevű szakaszba. 1959 nyarán Jakucs László – ugyancsak a barlang igazgatója – megfigyelései alapján a kutatók a főágban, a Szultán pamlagánál, a patakmeder felett egy felsőbb emeletre bukkantak, ahol három, cseppkőben gazdag termet tártak fel. Az agyagszifonnal záródó felső „terasz barlangban” feltételezhetően a Kyjatice-kultúra cserépedény-töredékeit, valamint csont- és vaseszközöket találtak. Ugyancsak 1959-ben a Kis-Baradla-víznyelő kutatásakor jutottak be a Labirintusba, ahol új bejáratot nyitottak.
A sikersorozatot a Vass Imre nevét viselő, Putz Gizella által vezetett női barlangkutató csoport folytatta. 1960 júliusában átkutatták a Vass könyvében említett, addig feltáratlan bal oldali mellékágat (Proserpina hálószobája), amit a csoport névadójáról kereszteltek el. A 70 m hosszú járat végét cseppkőoszlopok és egy nagy mésztufadomb zárja le. 1969 májusában az Óriástermi-víznyelő addig 28 m hosszban ismert járatának végpontján, az omladék átbontásával Szenthe István és társai 35 m mélységben elérték a vízfolyást. Ugyanazon év augusztusában bontással jutott be Dénes György a jósvafői bejárattól mért 300 m-es jel közelében nyíló, Raisz Keresztélyről elnevezett, 120 m hosszú oldalágba. Az 1980. évi Karszt és Barlang 1. félévi számában publikálva lett, hogy a kiemelt jelentőségű barlangnak 5430/1. a barlangkataszteri száma. 1982-ben a Vörös Meteor TE Baradla Barlangkutató Csoportnak volt kutatási engedélye a barlang kutatásához. A Baradla Barlangkutató Csoport tagjai a barlang komplex térképezése során 1984-ben a Retek-ágból nyíló Vörös-ág végpontján bontottak sikeresen, itt több mint 600 m hosszú új szakaszt jártak be.
A több kisebb-nagyobb feltárás mellett (1970-1989) a közelmúlt eseményei közül említést érdemel a Baradla ’88 expedíció tevékenysége: a kutatók mászótechnikai eszközökkel a felsőbb járatok felderítését kísérelték meg különösebb siker nélkül. Jelenleg a Baradla Barlangkutató Csoport a barlang egykori igazgatójáról elnevezett Dancza-aknán keresztül szeretne a Baradla Hosszú-Alsó-barlangba bejutni. A nyelőt az 1950-es évek elején elsőként Dancza János bontotta meg, s jutott le 30 m mélyre. A kutatók a 19 m-ig feltöltődött aknát 2000-ben kezdték megnyitni. A Csónakázó-tóból befolyó iszap és kőzettörmelék eltávolítása után 30 m mélységben megszűnt a régi munkálatokat jelző faácsolat, majd 8 m vastag érintetlen kitöltés kitermelésével lejutottak a vízszintes járatig. A 40 m mély nyelő egyetlen aknából áll, melyhez egy ikerakna csatlakozik. A 8 m hosszú, oldott falú vízszintes járat végpontját törmelék zárja le. A 2005. évi áprilisi árvíz idején az aknában megjelent víz szintje megközelítette a 6 m-t. A napjainkban is folyó feltáró tevékenységnek köszönhetően a barlang hosszúsága folyamatosan változik.

## A kiépítés története
A vezető kíséretében történő barlanglátogatás bizonyítékai a korai úti beszámolók tanulmányozása közben több helyen is felfedezhetők. Bizonyosra vehető, hogy Aggtelek lakosai között már az 1700-as évek elején voltak olyanok, akik az érdeklődőknek – némi ellenszolgáltatás fejében – megmutatták a barlangot. Az Ungrisches Magazin barlangismertetésében (1781) azt tanácsolta, hogy az eltévedés veszélye miatt a barlang bejárásához vezetőt kell fogadni, akinek „mindenhol megvannak a jelzései, amelyhez a járást igazítja.” Csaplovics János ügyvéd, földrajzi író 1819-ben járt a barlangban, és Magyarországról szóló könyvében (1829) arról tájékoztatott, hogy „A faluban több ember van, aki az idegeneket ebben a föld alatti labirintusban körülvezetni szokta. Ehhez ellátják magukat száraz fafáklyák elegendő készletével.”
Ebben az időben a barlangot, mint ahogy Teleki Domokos 1793. évi látogatásáról szóló beszámolójában írta (1796), „fáklya és fenyőfavilág” mellett járták be. Később Almási Balogh Pál arról tájékoztatott (1820), hogy a barlangban „szövétnekkel” és gyertyákkal világítottak.
A barlang első kiépítését József nádor látogatása alkalmából 1806-ban végezték el. A bejáratot és a nagyobb szűkületeket kirobbantották, a patakon hidakat, pallókat helyeztek el. Ezek azonban rövid időn belül elkorhadtak, az áradások magukkal ragadták, ezért a barlangvezetők az állandóan magukkal cipelt pallókkal segítették a közlekedését. Világításra a gyertyák és a fáklyák mellett gyakran használták a rőzse és a faforgács lángját is.
Az 1860-as években a bérlőktől a közbirtokosság kezelésébe került a barlang. Ezután a megrongálódott utakat, hidakat egyszer ugyan kijavították, de a folyamatos karbantartással ők sem foglalkoztak.
Az igen elhanyagolt barlangot 1881-ben – Siegmeth Károly kezdeményezésére – a Magyarországi Kárpát Egyesület (MKE) vette gondozásba. A vendégek fogadására még abban az évben menedékházat építettek az aggteleki bejáratnál, ami a mai Magyarország első ilyen jellegű épülete volt. Bár Proche Ede mérnök már 1868-ban javasolta, hogy a főág látogathatóságának megkönnyítése érdekében valahol a végpont közelében létesítsenek egy új kijáratot, megvalósítását az MKE csak 1885-ben határozta el. Ennek érdekében Münnich Kálmán bányamérnök 1886-ban felmérte a barlangot, és kitűzte a mai Vörös-tói lejárat helyét. Az egyesület a felmérés ideje alatt a barlangi létesítmények felújításával is foglalkozott: kijavították a hidakat és utakat, kitágították a Paradicsomhoz vezető járatot és elkészült az úgynevezett régi és új részt összekötő Münnich-átjáró. Így a Nehéz út elkerülésével a barlang – az áradásoktól függetlenül – egész évben járhatóvá vált.
Eközben az MKE örökbérleti szerződést kötött a barlang hasznosítására, s betiltotta az addig alkalmazott kormozó fáklyák használatát. A vörös-tói táró létesítésének munkálatait 1889-ben kezdték meg Benedikty Kálmán dobsinai bányamérnök irányításával. A barlangban és a felszínen egyidőben robbantással végzett táróhajtás eredményeként az áttörésre 1890. március 15-én került sor. Az új bejárat kialakításával a barlang főága útismétlés nélkül megtekinthető lett. A vörös-tói bejárat mellett 1892-ben házat építettek, ami a barlangvezetőnek lakásként, a vendégeknek szállásként szolgált.
Az MKE ugyancsak 1892-ben határozta el, hogy főként a barlang ügyeinek intézésére létrehozza Keleti Kárpátok Osztályát, melynek elnöke a Baradla megóvásáért és turisztikai fejlesztésért legtöbbet tevő Siegmeth Károly lett. A barlang könnyebb bejárhatóságának, a szervezett vendégfogadásnak, valamint a népszerűsítő cikkeknek, könyveknek, előadásoknak, sokszorosított fényképeknek és képeslapoknak köszönhetően jelentősen emelkedett látogatottsága.
Sajnos a Baradla történetének e rendezett időszaka csak rövid ideig tartott. A munkákat irányító Siegmeth Károlynak, majd a gondnoki feladatokat ellátó Baksay Dánielnek, s végül a barlang első vezetőjének, Klanicza Lászlónak a halálát követően e pótolhatatlan kincs rövid időre gazdátlanná vált. A trianoni döntés után ugyan megalakult az MKE Keleti Kárpátok Osztályának jogutódja Putnok székhellyel, de ez a szervezet csak látszólag látta el feladatát, valójában az aggteleki református lelkészre, Tókos Károlyra hagyta a barlang ügyeinek intézését, aki azt főként a maga hasznára fordította.
Amikor a kultuszminiszter 1925-ben a barlangot nemzeti kinccsé nyilvánította, felújítására nagy összegű segélyt biztosított. Ennek felhasználásával 1800 m betonjárdát, kőlépcsőket, 104 kisebb-nagyobb betonhidat létesítettek. Ugyanekkor kiépítették a barlanghoz a vízvezetéket és a telefonvonalat, s korszerűsítették a bejárathoz vezető közutat és a vasúti közlekedést is. 1928-ban Kaffka Péter felmérése és tervei alapján elkészült a jósvafői kijárat, így megnyílt az út a Törőfej-völgy turisztikai fejlesztése előtt.
1932-ben a Vigyázó János ellenőrzést végzett a helyszínen, s az észlelt szabálytalanságok miatt a barlang kezelését az MKE Gömöri Osztálytól elvonták. Az ügyek intézését először Borsod-Gömör-Kishont vármegye alispánjára, majd a Magyar Turista Egyesületre bízták.
A barlang turisztikai fejlődésében a Baradla-Domica összefüggésének feltárása nagy segítséget nyújtott. Úgy gondolták, hogy a két országra kiterjedő földalatti labirintus a világ legnagyobb cseppkőbarlangja, melynek rendezése „nemzetközi szempontoknál fogva is egyre sürgetőbb lett.” Az Országos Természetvédelmi Tanács terjedelmes beadványban hívta fel Gömbös Gyula miniszterelnök figyelmét a barlang jelentőségére és a megoldásra váró kérdések fontosságára. A miniszterelnök utasítására Fabinyi Tihamér kereskedelemügyi miniszter kidolgoztatta a műszaki beruházások megvalósításához szükséges terveket. Négy tárca, valamint az érintett két vármegye képviselőinek részvételével ankétot rendeztek, ahol a résztvevők egyhangúlag elismerték a barlang kulturális és idegenforgalmi jelentőségét, s azt, hogy e természeti kincs megóvását és népszerűsítését a kormánynak anyagilag támogatnia kell.
Az első, s talán a legnehezebb feladat a barlang tulajdonjogának rendezése volt, mely a beruházások megindításának előfeltételeként szerepelt. 1935 tavaszára a Magyar Turista Szövetség magáénak mondhatta a barlangbejáratok körüli ingatlanokat, és nevére szóltak a szolgalmi jogok is. A Magyarországi Kárpát Egyesület és Abaúj-Torna vármegye a közcél figyelembe vételével mondott le tulajdonáról, a többi terület megszerzése azonban súlyos anyagi áldozatot követelt.
A barlang kezelésére – az érintett minisztériumok és barlangtani szakemberek részvételével – bizottság alakult. Kiépítését és a villanyvilágítás bevezetését a Kereskedelemügyi Minisztérium vállalta magára. A Baradla Nagybizottság a munkálatok irányításával az ismert barlangtani szakembert, Kessler Hubertet bízta meg. Az 1935. évi szezonkezdésre elkészült a barlang villanyvilágítása, az utak felújítása, a Styx szabályozása és a nélkülözhetetlen felszerelések beszerzése. Kirobbantották a Paradicsom és a Denevér-ág közötti tárót, mely a kényelmes körséta kialakítását tette lehetővé. Abaúj-Torna vármegye bár lemondott tulajdonjogáról, mégis magára vállalta a jósvafői barlangbejárathoz vezető autóút kiépítését és a kijárati táró kiboltozását is. A megújult barlangot 1936. május 21-én Horthy Miklós kormányzó több miniszter részvételével megtekintette, s a további fejlesztéséhez szükséges anyagi támogatás biztosítására tett ígéretet. A barlangban kialakították a Hungária-tavat (Csónakázó-tó); megnyitották a Denevér-ág bejáratát. Megépült az aggteleki Barlang Szálló, a jósvafői Tengerszem, vízi erőmű és a Tengerszem Szálló.
A barlang 1945 után először a Magyar Természetbarát Szövetség, majd a Közlekedési Minisztérium, 1948-tól az IBUSZ, 1962-től pedig a Borsod Megyei Tanács Idegenforgalmi Hivatala kezelésébe került. A második világháború a Baradlában és a felszíni turisztikai létesítményekben is súlyos károkat okozott. A forgalom megindítását jelentős helyreállítási munkák előzték meg. A járdák, korlátok és a villanyvilágítás felújítása után a Csónakázó-tó sérült gátját is kijavították. 1960. április 4-én új látványossággal gazdagodott a barlang: az IBUSZ és az Országos Tervhivatal segítségével elkészült a Labirintus-ág kiépítése. Az Oszlopok csarnokából kiágazó, mintegy 200 m hosszú szakasz a Kis-Baradla víznyelőnél kirobbantott táróvágattal nyílik a felszínre. A fejlesztések során korszerűsítették a jósvafői szakasz villanyvilágítását, s újra üzembe helyezték a Vörös-tói lejáratot. A Hangversenytermet 1000 főt befogadó koncert-teremmé alakították; felújították a Csónakázó-tó gátrendszerét, és kiszélesítve újjáépítették a tó melletti járdát. A járdák mellé csőkorlátokat szereltek, amit vízvezetékként is hasznosítottak. 1969-ben ismét előtérbe került a postojnai példa alapján már a 30-as években tervezett barlangi vasút kérdése. A tervek elkészültek, a beruházás azonban különféle problémák miatt végül elmaradt.
A barlang üzemeltetését 1984-ben a Bükki Nemzeti Park, majd 1985. évi megalakulásával az Aggteleki Nemzeti Park vette át. Kisebb beruházási, felújítási munkák után az aggteleki idegenforgalmi szakasz teljes rekonstrukciójára 1991-94 között került sor. A Vörös-tó–jósvafői szakasz útvonalának és műszaki berendezéseinek teljes felújítása pedig PHARE támogatással 2004-2005. között valósult meg.

## Barlangtúrák a múltban
A barlanglátogatás kezdeteiről írásos dokumentum nem áll rendelkezésre, és annak fejlődéséről, alakulásáról sem sokat tudunk a 18. századig. Az 1700-as évek végén megjelenő írások alapján úgy tűnik, hogy a vezetők különböző útvonalakon mutatták be a legérdekesebb látnivalókat. A túrák hosszát és nehézségét feltehetően az igények szerint választották meg. Az egyes túrák végpontját a falra, illetve a képződményekre írt nevek és dátumok is bizonyítják. A 18. század előtt a legrövidebb túra valószínűleg az első nagy teremig (Teknősbéka-terem) tartott, amit a „Vendégkönyv” nevű, hatalmas, kormos sziklatömb jelez. Az ide feljegyzett nevek már a 19. század elején olvashatatlanok voltak. Beljebb merészkedve a túra a Nádor utca (mai Csónakázó-tó gátja), vagy tovább egészen a Sárgaviasz utca végéig (az 1884-ben megnyitott Münnich-átjáró előtti teremig) tartott. Mindkét helyen jelentős számú felirat található. Amikor a Styx vízállása megengedte, voltak, akik bemerészkedtek a Nehéz út nevű szakaszba, egészen a Nagyhó fehér cseppkőlefolyásáig. Az itteni feliratok egy részét az áradások elmosták, de még mindig jó néhány őrzi a hajdani barlangjárók emlékét. Ugyancsak a Styx vízmélységétől függően, a sár és a szűk járat okozta nehézségek ellenére a látogatók bekúsztak a Paradicsom járatába. A főág 1825. évi feltárása után egyes csoportok a Barátság oszlopáig, a bátrabbak egészen az Óriások terméig jutottak el. A túrák leggyakrabban 3 óra hosszat tartottak, de a Barátság oszlopáig és vissza 5-6 órát, az Óriások terméig akár 10 órát is igénybe vettek.
A vörös-tói lejárat megnyitása után bővült a program. Onnan indulva a vendégek egy része csak a Csillagvizsgálóig ment el, mások egészen az Óriások terméig. A főágon végighaladó túra is onnan indult, s az aggteleki bejáratnál ért véget.
A barlangban a látogatás mellett már a 19. században speciális programokat is szerveztek. A Csónakázó-tó gátja előtt és a Hangverseny-teremben – különösen a nyári melegben – a helyi fiatalok táncmulatságot rendeztek. Ennek érdekében a cigányzenekar számára pódiumot alakítottak ki fából. A közbirtokosság 1860-ban Péter-Pál napján hagyományteremtés céljából „Baradla-ünnepélyt” tartott, aminek megismétlésére a következő évben már nem került sor.
A barlang számtalan kiemelkedő jelentőségű, nagy rendezvénynek is otthont adott. Nagy tömegeket mozgatott meg a Magyar Orvosok és Természetvizsgálók 1867. évi nagygyűlése, melynek tiszteletére emléktáblát avattak a bejárat sziklafalában, megjelentették a Baradla részletes leírását, s a Dankó-fivérek a barlangról elnevezett indulót komponáltak. A Petőfi Sándor születésének 100. évfordulója alkalmából 1923. augusztus 19-20-án rendezett megemlékezésen több mint tízezer ember vett részt. A barlangban Hegyi Anna opera-énekesnő énekével, Grill Lola szavalóművész versekkel szórakoztatta a vendégeket.

## Nevezetes látogatók
A 19. században Európa leghosszabb barlangjaként a Baradlát tartották nyilván, így érthető, hogy a környék lakói, a hazai és külföldi utazók mellett politikusok, írók, költők, festők, zenészek is kíváncsiak voltak a föld alatti kristálypalota szépségeire. A látogatások emlékét a sziklafalra írt nevek és dátumok, a vésett cseppkövek, az 1835 és 1893 között vezetett vendégkönyvek, valamint naplójegyzetek, emléktáblák őrzik.
A barlang több pontján olvashatók régi feliratok. A 19. századot megelőző idők legkedveltebb „vendégkönyve” a bejárattól nem messze található „Ország tábla” sziklatömbje volt. Bár vésésnyomok ma is láthatók rajta, az írást a vastag koromréteg olvashatatlanná tette. Kár, hogy Raisz 1802-ben „feleslegesnek” tartotta a nevek jegyzékbe vételét. Beírások tarkítják a falat a tó zsilipje környékén a „Táncteremben”: a látogatók többsége idáig jutott el a 19. században. A legrégibb fellelt évszámok: Frankendorffer 1778; Frankendorfer, David Smid 1779; Sloszer, David Schmid Apotheke 1779; Andreas Aman; Czékus Mátyás 1785.
A Styx vízszintjének ingadozása miatt a Nehéz-út szűk járatában kevesen jutottak el a Nagyhó nevű képződményéig, ennek ellenére számtalan felirat maradt meg itt is. Glinka 1806-ban feljegyezte, hogy e helyen latin, francia, német és magyar nyelvű feliratokat látott. El tudta olvasni „Krái bárónak, a híres generálisnak nevét”, s csak a nagy víz akadályozta meg, hogy odalépjen „ahhoz a helyhez, ahová II. Ferenc, a jelenlegi uralkodó írta be nevét”. Feltűnt neki a Ludmilla név, amelyről a vezetők azt mondták, hogy egy Eszterházy-hercegnőtől származik.
Nevek olvashatók a Viasz-utcában is, s a legtöbb felirat e járat végén a Münnich-átjáró előtti terem falát borítja. Itt örökítette meg a nevét Almási is, valamint Ferdinánd főherceg, Csokonai Vitéz Mihály és Petőfi Sándor. Siegmeth Károly barlangismertetésében (1890) még az olvasható, hogy „Egy sziklatuskót érünk most, rajta a következő felírat: Ferdinandus coronae princeps”. Mára már a nevezett feliratok közül csak Petőfiét olvashatjuk. A barlang történetének legkiemelkedőbb személyisége, Vass Imre nevét 1821 évszámmal a Vaskapu szorosában találták meg. Mellette a Carl Markóé (azaz a Markó Károly festőművészé) betűzhető ki. Sajnos a nevek és feliratok jelentős része ma már olvashatatlan, azokat összefirkálták.
A főág feltárása után a legtöbben a Barátság oszlopáig jutottak el, amit a cseppkőcsoporton látható feliratok is jeleznek. A barlangban nemcsak a látogatók, hanem a vezetők is feljegyezték nevüket. Az Óriások termi víznyelőnél egy sziklatömbön a 19. század leghíresebb vezetőjének, Klanicza Jánosnak hatalmas betűi olvashatók, míg a Csillagvizsgáló mellett egy kis állócseppkő Vass Lajos nevét őrizte meg. Kaffka Péter még látta a Pokol végpontján Klanicza és néhány régebbi vezető nevét, de ezek mára már megsemmisültek.
A 19. század elején nemcsak külföldön, de hazánkban is divatos volt, hogy egy-egy jelentős személyiség látogatását cseppkőbe vésve örökítették meg. A feliratok római számértékű betűi az esemény évszámát adták ki. A Baradlában négy ilyen oszlop ismeretes.
A barlang látogatóiról az a két vendégkönyv a legjelentősebb dokumentum, amelyeket az Aggteleki Nemzeti Park Igazgatóság őriz. Az első kötet az 1835–1877, a második kötet pedig az 1877–1893 között itt jártak bejegyzéseit tartalmazza. Sajnos több helyen hiányosak, és az 1855-61 közötti évekből egyetlen bejegyzés sem található. Az alig 40 éve lebontott aggteleki fogadóban őrzött vendégkönyvekbe nem mindenki írta be a nevét, több olyan személyről tudunk, aki járt a Baradlában, de a neve nem szerepel bennük.
A barlanglátogatók összetétele igen vegyes volt. A legtöbben származástól, foglalkozástól függetlenül a közeli településekről jöttek. Távolabbról főként a jobb anyagi körülmények között élők – kereskedők, ügyvédek, tanárok, földbirtokosok, főnemesek – érkeztek. Amíg az aggteleki fogadó a Kassáról vezető katonai útvonal pihenőállomása volt, diákok és katonák is megfordultak a mélyben. Történelmi értékű bejegyzés született 1849 februárjában, amikor az osztrák fogságba került magyar honvédek – bár a barlangban nem voltak –, de az éjszakát a pihenőállomáson, azaz a fogadóban töltötték.
A vendégkönyv tanúsága szerint a vezető politikusok közül a barlangot felkereste Lónyay Menyhért miniszterelnök (1837), Zichy Ödön, az 1848-ban kivégzett politikus (1837), Nádasdy Ferenc tárca nélküli miniszter (1840), Tisza Lajos közlekedésügyi miniszter (1889), Eötvös József reformpolitikus (1835), Vay Miklós kancellár (1823, 1877), Andrássy György, Gömör-Kishont vármegye főispánja (1837) és Andrássy Dénes főrendházi tag (1850). Andrássy Manó, Torna majd Gömör vármegye főispánja (1879).
Egy színészcsoporttal 1871. július 10-én Szerdahelyi Kálmán és Újházi Ede, a Nemzeti Színház tagjai jártak a barlangban. 1881. július 9-én egy népes művész-tudós társaságban ott volt Abafi Lajos irodalomtörténész, György Aladár író, Hevesi Lajos műkritikus, Keszler József újságíró, Szabó Endre műfordító, a Magyar Tudományos Akadémia több tagja; Ódry Lehel operaénekes, Szemlér Mihály, Székely Bertalan festők és Téry Ödön, a magyar turistamozgalom megalapítója.
Festőink közül Madarász Viktor (1850), Paál László (1868), Neogrády Antal (1874), Rudnay Gyula (1891), valamint Kelety Gusztáv, számos barlangrajz készítője (1872) tekintette meg a barlangot. Almásy Tasziló (1864) neve mellé a barlang bejáratát is lerajzolta, Markó Ernő (1887) pedig Klanicza János arcképét örökítette meg a barlang vendégkönyvében. A vendégkönyvbe beírta nevét Egressy Gábor színész (1845), Latabár Endre színigazgató (1836), Lehár Ferenc zeneszerző (1891), Paulay Ede színigazgató (1869) is. Reményi Ede hegedűművész (1862) a barlang megtekintése során a róla elnevezett teremben eljátszotta a Repülj fecském című dalát.
Tudósok egy csoportja „Az 1846-ki Kassán-Eperjesen tartott orvosok és természetvizsgálók gyűléséről hazajöttükben a világhírű Baradlát meglátogatták, s valamint egyfelől benne a természet remek művét bámulják, úgy másfelől méltó bosszankodással tapasztalták az illetők hanyagságát, s a látogatók vandalizmusát” – jegyezte fel Petényi Salamon János, a magyar madártan és őslénytan megalapítója. Tudós vendége volt még a barlangnak Pulszky Ferenc, a Magyar Nemzeti Múzeum igazgatója (1837), Pyrker János egri érsek (1840), Rómer Flóris régész (1846) és Wosinsky Mór régész, apátplébános, az Abaligeti-barlang ásatója (1891) is. Rodiczky Jenő biológus (1891), az MKE Keleti Kárpátok Osztályának alelnöke szemlét tartva járta be a barlangot, látogatásának emlékét a Csipkéskút melletti, róla elnevezett állócseppkő őrzi.
Nagymihályi Kiss Dániel Jósvafő pap-tanára 26 éven át vezetett naplójából tudjuk, hogy a barlangot 1806-ban, 1817-ben és végül 1822-ben is meglátogatta, amikor 6 órát töltött a barlangban , s „négy kéz láb, tsak nem hason mászva” eljutott a Paradicsom nevű járatba is. Vay Miklós kancellár 1823-ban sokadmagával kereste fel a Baradlát. Naplója azért érdekes, mert a természet iránti csodálata mellett a világítással, a járatokkal, a járhatósággal kapcsolatos személyes tapasztalatairól is beszámolt. Talán az egyetlen híres személyiség, aki nem elragadtatott szavakkal emlékezett meg a barlangról, Reguly Antal nyelvész, néprajzkutató volt (1838).
Feltételezhető, hogy a „legnagyobb magyar”, Széchenyi István is felkereste a Baradlát, azt viszont biztosan tudjuk, hogy Kossuth Lajos 1828-ban járt ott. A személyes élmények segítették abban, hogy Nyáry Jenő könyvének elolvasása után 40 oldalas tanulmányban rögzítse véleményét.
Míg a Szlovéniában (a Monarchia idején Krajnában) található Postojna-barlangot császárok, királyok és fejedelmek is megtekintették, a Baradla ilyen hírességekkel alig dicsekedhet. 1847-ben Auguszt, Szász Coburg-Gothai herceg, 1836-ban pedig Constantin von Vernau moldvai főnemes látogatott a barlangba. A hagyomány szerint a legmagasabb rangú vendég a walesi herceg – később VIII. Edward néven Anglia uralkodója – volt, aki 1888-ban rangrejtve, Herr Abdi néven, Pallavicini őrgróf társaságában csodálta meg a Baradlát. Bár Edward többször járt hazánkban – az említett évben Miskolcon is megfordult –, életrajzában azonban aggteleki barlanglátogatásra vonatkozó utalás nem szerepel.

## Védelem
A barlang – az élőlényekhez hasonlóan – születik, fejlődik, majd meghal. Alakja, mérete, jellege folyton változik. Kialakulását a hasadékok szélesedése jelzi, majd ásványdíszt ölt, s végül fényét és alakját vesztve lassan feltöltődik. Ez a folyamat az ember számára érzékelhetetlen, időtartama csak geológiai korokban mérhető. A természeti erők mellett az ember tevékenysége is okozhat változást, ezt azonban károkozásnak nevezzük.
Magyarországon minden olyan természetes eredetű üreg, amely hosszabb, mint 2 méter, és oda egy ember be tud hatolni, a természet védelméről szóló törvény alapján 1961 óta védelem alatt áll. A különleges értékűek vagy jelentősen veszélyeztetettek fokozott védelem alá helyezhetők. A barlangok általános védelmét széleskörű természettudományi, történelmi és gazdasági jelentőségük indokolja. A felszín alatti rendszerek – mint a természet adatbankja – évezredes információkat őriztek meg, melyek segítséget nyújtanak a föld felépítésének, az éghajlat változásának, a földfelszín, az élővilág, az emberi kultúra fejlődésének megismeréséhez.
A Baradlának is az ember a legnagyobb ellensége. A legtöbb változás a barlang látogatottságnak következménye, de a felszínen végzett gondatlan tevékenység is éreztette hatását. Kezdetben a legnagyobb problémát a cseppkőtördelés, -pusztítás jelentette. Nemcsak a látogatók törtek le emlékként hazavihető darabokat, hanem a gazdag főurak egész oszlopokat fűrészeltettek ki, hogy azokkal kastélyuk, palotájuk kertjét díszítsék. A cseppkőtördelést, a barlangot kezelő közbirtokosság 1839-ben ugyan megtiltotta, és ugyanekkor szabályozta a barlangi képződmények kihozhatóságának módját is. Sok ásványkiválás a figyelmetlen barlangjárásnak esett áldozatul. Maradandó kárt okozott a világításra használt fáklya és faforgács korma is, ami a termek, folyosók falát és a kiválásokat egyaránt vastagon beborította.
A denevérek ellenségei is az emberek, s főként a barlangvezetők voltak azok, akik a vendégek szórakoztatása érdekében a fürtökben lógó kolóniák közé lőttek, hogy a sivítva röpködő állatok látványával a túrát érdekesebbé tegyék. E sok áldozatot követelő játék ellen Petényi Salamon János, a hazai madártan és őslénytan megalapítója már 1846-ban felemelte a szavát; véleményét a barlang vendégkönyve őrizte meg számunkra.
A főág teljes hosszában, de különösen az aggteleki és a Vörös-tó-jósvafői szakaszon a látogatók kényelmét szolgáló túraútvonalak kiépítése okozott nagy változást. Átrendezték a barlang talaját, szűkületeket ástak, véstek ki, tágítottak robbantással. Járdákat, lépcsőket, hidakat építettek, kőfalakat emeltek, kábeleket, lámpákat helyeztek a falra, vezetékeket ástak el. Ennek következtében sok idegen anyag került a járatokba az elmúlt 100 évben, gyakran egymásra halmozva. Az építkezéseknek képződmények, régészeti és őslénytani leletek óhatatlanul áldozatául estek.
Az ellenőrzött barlanglátogatásnak köszönhetően napjainkra megszűnt a szándékos rongálás, a termek akusztikáját a vezetők már nem a cseppkövek ütögetésével illusztrálják. A fényt elektromos lámpák biztosítják, a kivilágítatlan szakaszokon pedig a környezetszennyező karbidlámpák használata tilos. Az élővilág, így a denevérek védelmét a jogszabályi előírások betartatása garantálja. A barlang kiépített szakaszainak rekonstrukciója a természetvédelem elvárásainak megfelelően valósult meg: az volt az alapelv, hogy a beavatkozás a barlang természetes állapotában csak minimális változásokat eredményezzen, a föld alatti környezet és a műszaki berendezések esztétikai megjelenése összhangban legyen, felesleges létesítmények nem zavarják a látványt, s végül az új berendezések a későbbiekben károkozás nélkül javíthatók, alakíthatók legyenek.
Megszűnt az a veszély is, amit a víznyelők környékén folytatott szakszerűtlen szántás és az intenzív műtrágyázás okozott. A lejtőirányban fellazított talaj a csapadékkal bejutott a barlangba, s a nagy mennyiségű agyag a Styx-ágat és a Csónakázó-tavat jelentősen feltöltötte, a mélybe jutó műtrágya, pedig a Jósvafőn fakadó források vizének vegyi összetételét változtatta meg.
A Baradla természeti értékét felismerve 1925-ben nyilvánították nemzeti kinccsé. Mint Kecsői-barlangrendszer a Domica-barlanggal együtt – az 1935. évi Erdőtörvény Természetvédelmi fejezete által biztosított lehetőség alapján a barlangok közül elsőként – 1940-ben került természetvédelmi oltalom alá. A második világháború után a Baradla 1951-ben kapott önállóan védelmet, 1982 óta pedig fokozottan védett természeti érték. 1995-ben az Aggteleki- és a Szlovák-karszt többi barlangjával együtt felkerült a világörökség listára. 1998-tól a környezetvédelmi és területfejlesztési miniszter 13/1998. (V. 6.) KTM rendelete szerint az Aggteleki Nemzeti Park Igazgatóság illetékességi területén található barlang látogatók számára nem megnyitott szakaszai az igazgatóság engedélyével látogathatók. A Baradla–Domica-barlangrendszer és az országhatárral elmetszett vízgyűjtő területe 2001-ben a nemzetközi jelentőségű vizes élőhelyek védelmét rögzítő Ramsari egyezmény hatálya alá jutott. 2013-tól a belügyminiszter 43/2013. (VIII. 9.) BM rendelete szerint régészeti szempontból jelentős barlangnak minősül a Baradla-barlang aggteleki szakasza.
A magyar állam tulajdonát képező Baradla védelmét ma az Aggteleki Nemzeti Park Igazgatóság látja el.

## Látogatható szakaszok

### Aggteleki túra

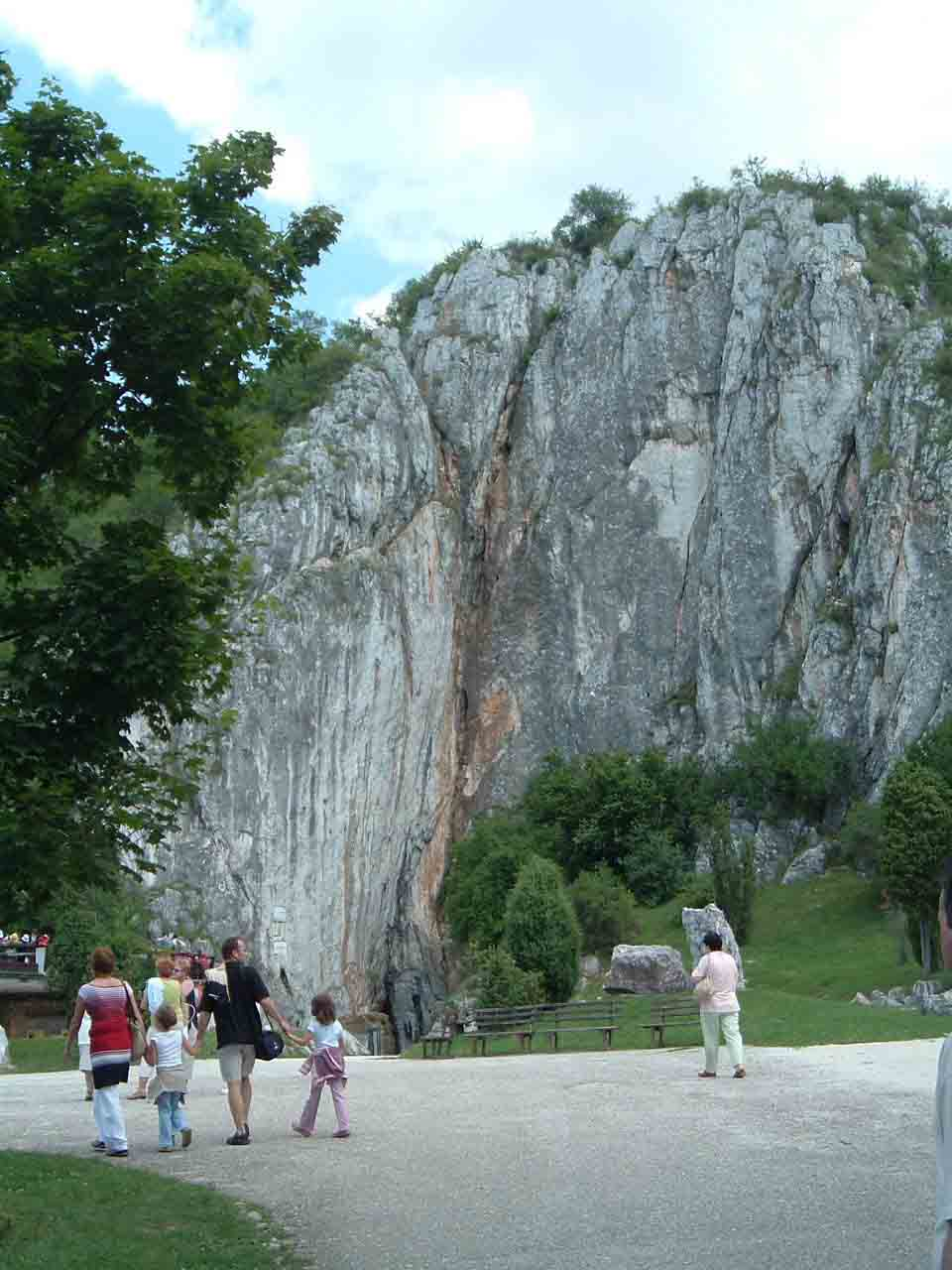
Aggteleki barlangbejárat

A barlang leglátogatottabb része, a nevezetes aggteleki sziklafalnál induló aggteleki túra útvonala, ahol az 1 km hosszú, betonjárdával, lépcsőkkel, hidakkal kiépített, elektromos világítással ellátott szakaszon az érdeklődők 1 órás földalatti sétát tehetnek.
Az 1995-ben létesített pénztárépület kialakítása során a sziklafal előterét jelentősen átalakították. A tanúként megmaradt két kis halom feltételezhetően eredeti állapotban rejti magában az egykoron itt élt emberek tanyahelyének részletét. A pénztártól távolabb eső domb sziklatömbjén emléktábla hirdeti, hogy 1828-ban Kossuth Lajos is meglátogatta a barlangot. A másik kiemelkedés oldalában a világörökség címet megörökítő kőtömb látható, amit az Alsó-hegyen bányászott „tornanádaskai márványból” készítettek. A pénztár épületén 1998-ban elhelyezett réztábla a barlang látogathatóvá tétele érdekében jelentős munkálatokat végző Magyarországi Kárpátegyesület tevékenységét dicséri, tőle jobbra a rakott kőfalon 2004–ben felavatott bronz tábla pedig a barlangot 1794-ben felkereső angol utazó, Robert Townson portréját ábrázolja.
A bejárati sziklafal is több emléktáblának ad helyet. Egymás alatt három is látható: középen a legrégebbi, a magyar orvosok és természetvizsgálók 1867. évi rendezvényének, a felette elhelyezett Petőfi Sándor 1845. évi látogatásának, legalul pedig Vass Imre munkásságának állít emléket. A kicsit távolabb elhelyezett fehér márványtáblát, a vörös-tói áttörést végzők tiszteletére állították 1906-ban.
A látogató a sziklafal tövében nyíló, egykoron igen szűk, mára már jelentősen kitágított bejáraton át jut a barlangba, ahol széles lépcsősor vezet le a túra első állomására, ahol a vezetők a barlang feltárástörténetét és a régészeti ásatások eredményeit ismertetik. Tovább haladva jobbra az anyagszállítás érdekében mesterségesen kialakított vitla tárója, tőle balra pedig a Csontháznak nevezett terem látható. Ezen oldalág csontleleteiről már Raisz Keresztély is tudósított (1807), de azokat hosszú ideig a tatár- vagy a törökdúlás alatt idemenekült és éhenhalt emberek, vagy a rablók által idevonszolt áldozatok maradványainak tekintették. A túraútvonalból ma már kizárt, balra nyíló, úgy nevezett Temetkezési-folyosóban Nyáry Jenő 1876-77 évi ásatása során 13 csontvázat talált, a melléjük helyezett eszközleletekkel és növényi magvakkal együtt.
Az út a jobbról érkező Acheron-patak mellett halad tovább, melynek medre sajnos ma már az év nagy részében száraz, legfeljebb csak a nyirkos iszap utal az időszakos vízfolyásra. A túra következő állomása a Teknősbéka-terem melynek bejáratánál egy hatalmas sima felületű kőtömb (Országtábla) koromtól fekete lapja régmúlt idők látogatóinak nevét rejti. Ebben a teremben láthatók először jelentősebb cseppkőképződmények, amelyeket az ember, képzeletszülte hasonlóság alapján nevezett el. Megfigyelhető a mennyezetről lelógó kitátott szájú Csuka, kicsit lejjebb két Fácán, mellettük kiterjesztett szárnyú Sas egy hatalmas Teknősbéka páncélján állva, és felettük a Szószék és az Anyósnyelv cseppkő képében. Balra híd vezet az Ifjúság-kútjához, melyben ivásra alkalmas víz található. Jobbra indul a 484 m hosszú Róka-ág, melynek egyik termében dr. Dudich Endre professzor barlangbiológiai kutatóállomást hozott létre 1958-ban, ami sajnos ma már nem működik. A nemzetközi hírű tudós munkásságának a falon látható tábla állít emléket.
A magasból lelógó hatalmas kőnyelv, a Nagyfüggöny mellett tovább haladva, a mennyezet beszakadásával keletkezett Fekete-terem lábát érintve, egy 1968-ban mesterségesen kialakított alagúton át a Tükör-terembe jut a látogató, ahol csapadékos időben a cseppkövekben gazdag mennyezet teljes pompájával tükröződik a vízben. A viszonylag szűk folyosó néhány méter után hatalmas alagúttá tágul. Itt egyesül a két alvilági patak, az Acheron és a Styx vize. Jobbra a gátak közé szorított egykori Csónakázó-tó iszapos medre húzódik. Az igen kedvelt csónakázás megszűnéséért nemcsak a felszíni csapadékviszonyok változása, de a tó feliszapolódása, valamint a repedéseken át mélybe szökő víz is felelős. Balra a hatalmas Hangversenyterem tűnik fel. A 19. században az aggteleki fiatalok mulattak itt meleg nyári napokon, ma pedig könnyű- és komolyzenei eseményeknek ad helyet. Gyakran itt fogadnak örök hűséget a házasulandók is. A terem hangvezető képességét, a cseppkövek alkotta természetes díszletek szépségét a látogatók hang- és fényjáték segítségével ismerhetik meg. Aki elmélyültebb zenehallgatásra vágyik, az szezonálisan, előzetes bejelentkezés alapján, speciális, egy órás program keretén belül ezt meg is teheti.
A betonnal borított nézőtér és színpad között jobbra sötétlő alagúton át, a Domica-barlang felől érkezik a barlang fő folyójának, a Styxnek vize. A barlang ezen, 2644 m hosszú oldalága csak barlangkutatók számára járható, de áradások idején, amikor a víz egyes szakaszokon a mennyezetig ér, még ők sem tudják megközelíteni a két barlang között található határkövet.
A Hangversenyteremből lépcsősor vezet a magasban fekvő Fekete-terembe, amely nevét a koromtól elszíneződött cseppköveiről kapta. Az ásatások bizonyították, hogy elődeink ezt a termet szívesen használták lakhelyül. Itt néhány érdekes cseppkőalakzat látható, így a 13 m átmérőjű Óriáscseppkő, amit régebben Nagyoltárnak neveztek. Mellette a Fülesbagoly, előtte a Szénaboglya, odébb a Mikulás, majd a Bagolyvár áll. A mennyezet hófehér kőzetében látható forma olyan mintha az Óriás hagyta volna ott lábnyomát.
Jobbra a cseppkövekben gazdag, mintegy 250 m hosszú Denevér-ág felszínre vezető járata indul, mely nevét a mennyezetről egykoron tömegesen csüngő denevérekről kapta. Az eltömődött bejáratot a 20. században bontották ki, jelenlegi formáját a barlang 1988-1991 évi rekonstrukciója során nyerte. A barlang ezen szakasza árvizek idején lehetővé teszi a barlangba való bejutást és a felsőbb járatok megtekintését.
A Fekete-teremből a Denevér-ág betorkolásánál jobbra, mesterséges áttörés vezet a Tigris-terembe, ahol a névadó cseppkőlefolyás jobbra, a mennyezetről tekint le. A látogató előtt álló karcsú, szép cseppkövek közül kiemelkedik a Széchenyi-emlékoszlop, a Búsuló juhász, a Medvebocs, az Ősember és a Gyémántpalota nevű képződmény. Régebben a látogatók a Hangversenyteremből a Styx mentén haladtak tovább, s itt a nevezett cseppkövek mögött érkeztek a terembe. Miután a patak áradása gyakran lehetetlenné tette a látogatást, 1935-ben robbantással kialakították a ma használatos áttörést. A terem falán bal kéz felől a földtörténet triász időszakában élt élőlények mészvázainak maradványai, mészalga, csigaház, tengeri liliom, valamint egy ammonitesz ház tanulmányozható.
A járatot kitöltő üledékbe mélyített, alacsony szakasz után az Oszlopok csarnokában, nevéhez méltón hatalmas cseppkőoszlopok fogadják a látogatót. Jobbra a 13 aradi vértanú emlékoszlopai sorakoznak, az út bal oldalán a Petőfi koporsója és Fejfája nevű képződmények láthatók. Tovább haladva a Templomi orgona, az Egri minaret, a Fenyveserdő, a Rokokó ruhás nő, az Elefántfej és a Kínai pagodák cseppkőváltozatát csodálhatja az érdeklődő, míg a lépcsőkön és a hatalmas betonhídon feljut a terem legmagasabb pontjára, a Kilátóra. Ott a Xilofon áll cseppkőalakban, melynek lécei az ütögetések következtében jelentősen megsérültek.
A további, 1960-ban megnyitott járat érinti az Éléskamra nevű kis termet, ahol a cseppkövek úgy lógnak a falon, mint a kolbász és a szalonna a kamrában, majd a szűk Tordai-hasadék a Dísz-terembe vezet. A balra induló folyosó a Kis-Baradla nevű víznyelő járata, mely régebben kijáratként üzemelt, de tekintettel arra, hogy az év egy részében e szakasz víz alá kerül, 1967-ben megszüntették. Ugyanakkor a túraútvonalhoz kapcsolták az utolsó állomását jelentő Csipke-termet és a felszínre vezető mesterséges tárót. A kijárattól jobbra alig 500 m-re a szlovák-magyar államhatár húzódik, a balra kanyarodó járda pedig a bejárati sziklafalhoz vezet vissza.

### Vörös-tó – Jósvafő közötti túra

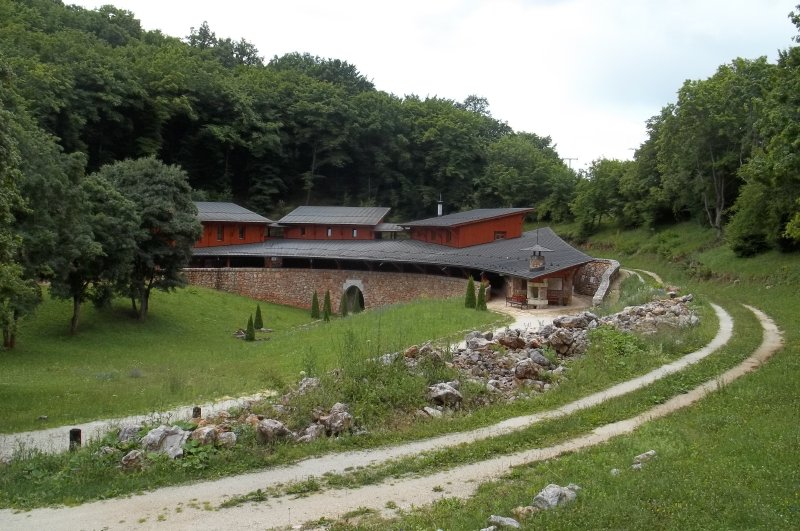
A vörös-tói Látogatóközpont

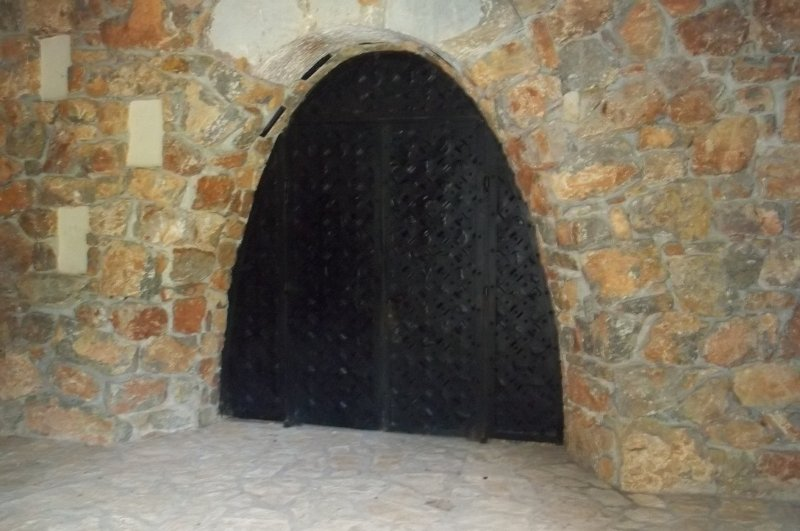
A vörös-tói bejárat

Az Aggtelek-Jósvafő közötti műút mellett található Vörös-tó mellől induló, és Jósvafőn, a Tengerszem Szállónál befejeződő, 2,3 km hosszú túra 2 órás földalatti sétát igényel. A látogatók jegyüket a 2005-ben átadott vörös-tói Látogatóközpontban válthatják meg.
A felszínről az 1890-ben létesített meredek akna 271 lépcsőfoka vezet a 47 m-el mélyebben húzódó és a jósvafői kijáratig kiépített főágba, ahol a látogató betonjárdán, lépcsőkön, hidakon haladva, villanyvilágítás mellett gyönyörködhet a színes cseppkőcsodákban. A barlang jellege itt jelentősen eltér az aggteleki túra útvonalán tapasztaltaktól. A kanyargó folyosók keskenyebbek, alacsonyabbak, a cseppkövek színvilágát a fénylő fehér, a tündöklő sárga, a ragyogó vörös, barna határozza meg, s nem borítja őket a fáklyafüst fekete korma. Fekete szín azért látható, ami a mangánbaktériumoknak köszönhető.
A főágban jobbra elindulva, az út a majdnem mindig száraz, köves, kavicsos, agyagos patakmeder mellett vezet. A falakat kisebb-nagyobb, változó formájú cseppkőképződmények gazdagon borítják, s a folyosót formás cseppkőoszlopok, álló- és függőcseppkövek törik meg. Közülük felismerhető a mennyezetről – jobb kéz felől – lelógó Elefántláb és Elefántagyar, majd néhány méterrel tovább a Halszárító és a Világítótorony, azt követően a bal oldali falat borító Szomorúfűz, melynek koronája vöröses színben játszik. Tőle jobbra látható a Szerelmespár és az Anya gyermekével nevű állócseppkő, valamint a Noé bárkája kőváltozatban. Kiemelendő szépségű az utat balról érintő, fehéren csillogó, mintegy 5 m magas Alabástrom szobor, mellette a mennyezetről lecsüngő függőcseppkő, a Polip. Tovább haladva a járat bal oldali falában egy 235 millió évvel ezelőtt élt tengeri liliom maradványa látható. A következő nagy kanyarulatban az Apolló-terem karcsú oszlopai, és az Egri nagyorgona vöröses színű cseppkőbordázata hívja fel magára a figyelmet. Egy viszonylag szűk alagútszerű járatot követő u alakot író kanyarban jobbra fent Drégely várának cseppkőalakja, a patakmederben a kő Krokodiok, a mennyezeten a szalmacseppkőből kirakott Tejút ejti ámulatba a látogatókat. Néhány méter után a bal oldali falon elhelyezkedő, fehér színben játszó, Eszkimó kunyhónak nevezett képződményt elhagyva jobbra a 108 m hosszú Arany utca nevű oldalág csatlakozik be, majd a sziklaalagút kiszélesedésénél az út kettéágazik. A jobbra felfelé induló több mint 100 lépcső nemcsak a barlangnak, de hazánknak is legnagyobb álló cseppkövéhez, a Csillagvizsgálóhoz vezet. A lenyűgöző látványt nyújtó, 17 m magas, felfelé keskenyedő, cseppkőkápolnákkal díszített cseppkőtorony tetejét fodros cseppkőgömb zárja le. A képződményt megkerülve a lépcsősor visszavezet a főágba.
Balra, a magasban a Török város látható, melynek karcsú, fehér állócseppkövei a minaretekre emlékeztetnek. Az utat jobbra szegélyező, cseppkő képében megelevenedő mesefigurák között a vörös Sárkányfej a legvalószerűbb. Néhány méterrel tovább jobbra egy beöblösödésben a Magyarok bejövetele elnevezésű állócseppkő csoport, majd a kőfallal biztosított szűkületet követően, a járat bal oldalán pedig egy Irhabunda cseppkőváltozata látható. A viszonylag szűk, kanyarogó úton haladva jobbra a Munkácsi tömlöc után egy karcsú oszlop tetején ülő Papagáj láttán a természet alkotó erejét csodálhatja a látogató. Az út két kidőlt cseppkő (Kidőlt fatörzs), majd a magasból lecseppenő vizek formázta, fehér tetarátákkal (fodrokkal) díszített Csipkéskút mellett halad tovább, néhány méter után pedig a Hárfa vörös cseppkőhúrjai, mellette a fehér Alabástromoszlop nyújtanak egyedülálló látványt. Az utat egy Mozdonyra hasonlító kidőlt cseppkőoszlop szűkíti le. Ezután a folyosó kitágul, s balra a mélyben hatalmas kőtömbök között a barlang utolsó, időszakosan aktív nyelője, az Óriástermi-víznyelő látható. Az ott távozó víz a Rövid-Alsó-barlangon át a Tengerszem-tónál fakadó Jósva-forrás Táró-forrásában jut a felszínre. A nyelő törmelékében a barlangkutatók 35 m mélységben lejutottak a vízfolyáshoz, de a továbbhaladás omladék akadályozta meg.
A nyelővel szemben a járat meredeken emelkedik a magasba, ahol az 1949-ben felfedezett Meseország húzódik. Valahol ezen a lejtőn talált emberi lábnyomokat Vass Imre a barlang feltárásakor. Sajnos azok mára már nyomtalanul eltűntek. A nyelőt megkerülve lépcsősor vezet a barlang legnagyobb termébe, a 120 m hosszú, átlag 36-38 (max. 56) m széles és 25 (max. 31) m magas Óriások termébe, melynek területe kb. 4 000 m², térfogata pedig kb. 50 000 m³. Az egymás felett elhelyezkedő járatok beszakadásával keletkezett hatalmas csarnok méretével, cseppköveinek sokaságával és változatosságával lenyűgöző látványt nyújt, melynek hatását zene és fényjáték növeli. A vezetők a 8 m magas Korinthoszi oszlopnál megállva mutatják meg a látványosabb képződményeket, a Zeppelint, a zátonyra futott Hajót, a Várbástyát az ágyúcsövekkel, a Pisai ferdetornyot, a Kínai pagodát, a Színházi nagyfüggönyt, a Sorompót, a mennyezetről lelógó Nylon harisnyát, valamint egy szép cseppkőmedencét, a Ganimédesz kútját. Az esztétikai élményt nyújtó látvány és az akusztikai hatás kihasználása érdekében szezonálisan, előre bejelentett csoportok számára a Nemzeti Park Igazgatóság itt is egy órás zenehallgatásra nyújt lehetőséget.
A teremből lefelé vezető, szűk járat lépcsői a viszonylag kopár Ferde-terembe visznek, majd a cseppkődíszes Színház-terem (Színpad) következik, melynek mennyezeti formái a pókhálóra emlékeztetnek. Idáig jutott el Vass Imre 1825-ben. Bár sejtette a továbbvezető utat, azt csak majd 100 év múlva Kaffka Péter találta meg. A róla elnevezett mesterséges áttörés a barlang utolsó cseppkődíszes termébe, az ugyancsak az ő nevét viselő Kaffka-terembe vezet. Balra látható az Atlasz oszlopa, melynek hófehér ragyogását a világítás hatására kialakult zöld lámpaflóra beszennyezte. Jobbra a Hentesüzlet cseppkövei, majd a hídon áthaladva a kitátott Krokodilszáj, majd végül a terem jobb sarkában a Búboskemence és felette a Medúzák érdekes képződménye helyezkedik el.
A lefelé vezető út mellett balra egy függőcseppkő a Zápfog, jobbra egy cseppkőlefolyás a Megfagyott vízesés, majd egy állócseppkő, a Cseppkőország határköve nevet viseli. Ezután a cseppkövek elmaradnak, a kőzet láthatóan megváltozik. A kiválóan oldódó Steinalmi Mészkövet itt éri el a rosszul oldódó, töredezett, fekete és világosszürke sávokból álló, Gutensteini Mészkő. A Vetődéses-terem legnagyobb látványossága a jobb oldal hatalmas sima falfelülete, az egykori hegységképző erők hatására bekövetkezett kőzetmozgás csúszófelülete. Jobbra az omladéktömbök között a Hosszú-Alsó-barlang inaktív víznyelője, majd a Raisz-ág szűk nyílása látható. A következő terem (Medvekarmos terem) nevét az oldalfalakon látható, medvekarmolásokra emlékeztető, mély barázdákról kapta. A barlang utolsó terménél a járat többfelé ágazik, ez a Labirintus, amely a rendszer természetes végpontja, ahonnan mintegy 120 m hosszú táró vezet a jósvafői Tengerszem Szálló melletti kijárathoz.

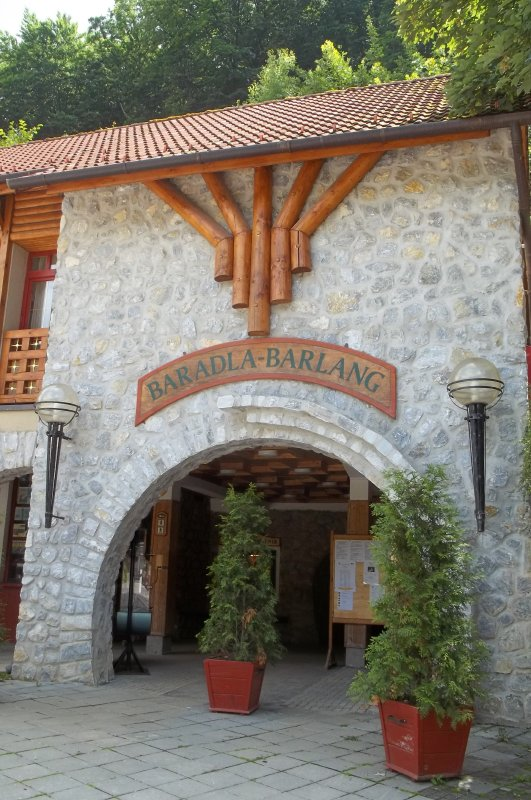
A jósvafői bejárat

A napfényen a látogatók többfajta program között választhatnak. 2005-től megtekinthetik a kijárat melletti kis épületben kialakított Kessler Hubert emlékházat, ahol megismerkedhetnek a magyar barlangkutatás kiemelkedő személyiségének munkásságával, valamint a Baradla kutatásának, feltárásának és kiépítésének történetével; földtani, biológiai, régészeti értékeivel, a művészekre gyakorolt hatásával. Számítógép segítségével a nemzeti park legjelentősebb barlangjairól a legfontosabb információk is itt kaphatók meg.
Aki még elég erőt érez magában gyalogsétát tehet a festői Tengerszem-tó körül, vagy tovább haladva megtekintheti a több mint hatszáz éves, műemléki védelem alatt álló Jósvafő népi építészeti, kultúrtörténeti értékeit, a Tájházat és a kopjafás temetőt. Aki hosszabb kirándulásra vágyik, és a karsztos tájat kívánja tanulmányozni, betekintést nyerhet a felszínformák és az élővilág változatosságába, ha végig járja a kijárattól induló és az aggteleki bejárathoz vezető, mintegy 3 órát igénylő, 7,5 km hosszú Baradla tanösvény 18 állomását.

### Hosszútúra, Raisz Keresztély túra, Retek-ági túra
Előre bejelentett csoportok, illetve az előre meghirdetett időpontra jegyet vásárlók, szakvezető kíséretében részben, vagy teljes hosszában megtekinthetik a barlang Aggtelektől Jósvafőig húzódó, 6,7 km hosszú főágát. A 4 órás Raisz Keresztély túra és az 5 órás Hosszútúra az aggteleki főbejárattól indul, s a Csónakázó-tóig megegyezik az aggteleki túrával. Innen az út a tó partján visz tovább egészen a tavat lezáró gátig, ahol a kiépítés megszűnik. Tovább már nem vezet betonjárda, a közlekedést legfeljebb csak a szükséges helyeken létesített hidak, lépcsők segítik, a fényt pedig a csoport tagjainak kézi lámpái biztosítják, egészen a vörös-tói ág becsatlakozásáig. Több helyen a járófelület vizes, csúszós, agyagos, ezért a látogatók számára túracipő és -ruha használata ajánlatos. Az aggteleki bejárattól való távolság jól követhető, a falra 100 méterenként festett fehér vonalak és a mellé írt kétjegyű számok segítségével.
A túra résztvevői, amikor az Acheron és Styx-patakok találkozásánál elérik a Hangverseny-termet, jobbra fordulnak, s a Nádor-utca nevű szakaszon haladnak egészen a tó medrében álló Nádor-oszlopig. Ezt a szakaszt egykoron a hófehér mésztufa képződmények látványa miatt virágoskertnek hívták. Ezek a lerakódások mára már nyomtalanul eltűntek. A Nádor oszlopa nevű cseppkőbe vésett – ma már nehezen olvasható – felirat, József nádor 1806. évi látogatását örökíti meg. Néhány méterrel távolabb, bal kéz felől még két feliratos cseppkő látható, a Reviczky oszlopát a főkancellár 1829. évi, a mellette lévő Ferdinánd-oszlopot pedig Magyarország katonai főparancsnoka 1817. évi látogatása alkalmából vésték meg. A túlparton a Hosszú-Alsó-barlangra nyelő, a Baradla egykori igazgatójáról elnevezett Dancza-víznyelő látható, ahol a kutatók a ma is tartó feltáró munka eredményeként 40 m mélységig jutottak le. Az 1938-ban létesített gát után nemsokára lépcső vezet fel a tetőomlásból képződött Morea-hegyére, majd a másik oldalon ugyancsak lépcső visz vissza a vízfolyáshoz, ahol csapadékos időben a Törökfürdő nevű képződmény vízesése nyújt gyönyörű látványt. Majd a járat ketté válik. Egészen a 19. század végéig az út a vízfolyás mellett vezetett tovább, csapadékosabb időben néha évekig lezárva a mögötte lévő barlangszakaszt. Ezen a Nehézútnak nevezett folyosót ma már ritkán látogatják. Balra lépcsősor vezet a Hóreb hegyére. Tovább egy kiszáradt patakmederben haladva a leglátványosabb egy hatalmas, szikrázó fehér cseppkőtömb, a Gyémántkő, valamint a színes betűs Almássy-oszlop, amit Gömör vármegye főispánja 1825. évi látogatásakor véstek meg. A Viasz utcaként ismert járat nevét, az alját borító, fodrozódó, apró tufagátak, medencék színéről kapta. E csodálatos képződmények – sajnos – a több évszázados látogatottság következtében nemcsak színüket, de formájukat is elvesztették. A leglátványosabb helyen elhelyezett, a további pusztulást megakadályozó vas átjárót követően az elszűkülő folyosóban egy kettétört és egymástól eltávolodott oszlop kelt figyelmet. A következő, a bejárattól mintegy 1300 m-re fekvő terem 1887-ig a leglátogatottabb útvonal végét jelentette. A falakat több rétegben névfeliratok borítják. Itt található a barlangot feltáró Vass Imre, a barlangról festményeket készítő Markó Károly írása, s ide véste nagy betűkkel a nevét Petőfi Sándor is.
Ma már a mesterségesen kialakított, s a tervezőjéről elnevezett (Münnich Kálmán) átjárón keresztül lehet tovább haladni. A járatot kitöltő agyagban mélyített, keskeny, alacsony folyosó után karcsú cseppkőgyertyák – a Libanoni cédrusok – mellett lépcsősor visz a Libanon hegyére, majd egy szerpentin több mint 200 lépcsőfoka vezet vissza a mélyben folyó patakhoz, a Dante pokla nevű helyhez. Érintve a Kaukázust, a Murányi-várat, mintegy 200 m után következik a Vaskapu robbantásokkal kialakított, ma már könnyen járható szorosa. Itt volt az egykoron áthatolhatatlannak tűnő, vizes szűkület, melyen elsőként Vass Imre jutott túl. Erre ma egy emléktábla figyelmezteti az arra járót. A Szentháromság oszlopa és a Szultán pamlaga csipkefinom mésztufadombja fölé emelkedik az Olympos. Kissé távolabb, jobbról az Aggteleki-tó alá vezető Törökmecset-ág csatlakozik a főágba, a találkozásnál a patak vize hatalmas, szétterülő hófehér mésztufagátat épített fel. A patakmedret keresztező hidakon át tovább haladva kevesebb a látnivaló, köztük nevezetesebb a Vas-vár, a Kardbojt, a Tündérek vára, a Jupiter trónusa és a Matyórojt. Újabb figyelmet a Szemiramis függőkertje, és a 18–20 m magas, szinlőkkel tagolt, cseppkőlefolyással díszített Budai Nagyalagút nevű folyosó érdemel.
Az aggteleki bejárattól mintegy 2,6 km távolságra lévő Csikóstanyánál asztalok és padok várják a pihenni vágyókat. A Raisz Keresztály túra itt véget ér, a részvevők kisebb pihenő után visszafordulnak és a már megismert úton térnek vissza az aggteleki bejárathoz.
A Hosszútúra, illetve Retekági túra részvevői a pihenőt követően tovább haladva a Pisai ferdetorony, bal oldalon pedig az Indiánok sátra nevű képződményt láthatják. Ezt követően az út a Mohácsi temető és a Dárius kincse képződménycsoport mellett halad tovább. A Baradla leghosszabb, oldalsó járata, a Zombor-lyuk, a Kis- és Nagy-Ravaszlyuk víznyelők vizét levezető Retek-ág jobbról, kb. 3260 méternél csatlakozik a főágba. A képződményekben gazdag, gyakran aktív patakos oldalág 1250 m hosszban, előzetes jelentkezés alapján kisebb csoportokban látogatható. A hosszútúrához kapcsolható, speciális retek-ági túra mintegy 2 órát vesz igénybe, s a Csodák terméig eljutva többek között a névadó retekcseppkövek is láthatók. Az oldalágban száraz időszakban is van víz, ezért gumicsizma, vagy váltócipő, valamint vízhatlan, vagy váltóruha használata kötelező.
A főág tovább kanyargó járatát díszítő képződmények közül kiemelkedik a Lót felesége, a Barátság oszlopa, amit Castor és Polluxnak is neveznek, a Zsidó torony és a Panteon, a Jákob lajtorjája, a Vass Imre oszlopa, a Pindus-hegy, és a Proserpina hálószobája. A Vass Imre mellékág bal oldali becsatlakozása után a Minerva terme következik, ahol az 1961-ben kiadott bélyegen is látható, gyakran a barlang jelképeként is használt Minerva sisakja és a Xilofon áll. Ezt követően a Szt. László szobrának (gyakran Papagájnak is) nevezett karcsú fehér állócseppkő mellett vezet el az út, melynek finom vonalait, a környezetében lévő, hatalmas vöröses-fehér cseppkőoszlopok, függő- és állócseppkövek emelik ki. A 4750 méternél jobbról csatlakozó vörös-tói ágig még számos cseppkőképződményben gyönyörködhetnek a látogatók, melyek közül a hófehér, karcsú cseppkőoszlopokat, a Minerva oszlopát, a Salamon templomát és az Alabástrom tornyot, valamint a folyosó közepén lelógó cseppköveket, a Rózsa Sándor gatyáját kell megemlíteni. A Vörös-tói ágtól a hosszútúra részvevői a fentebb már leírt (Vörös-tó–Jósvafő közötti túra) útvonalon haladnak tovább.

## Látogatási statisztika
A Baradlát a 19. században évente csupán néhány száz, a 20. század elején már néhány ezer ember kereste fel. Az 1950-es évektől a forgalom ugrásszerűen növekedett, a legtöbb vendég, majd 250 ezer fő, 1978-ban érkezett. A látogatók száma ma sajnos ismét csökken, 2008-ban alig haladta meg a 130 ezret (132.312).

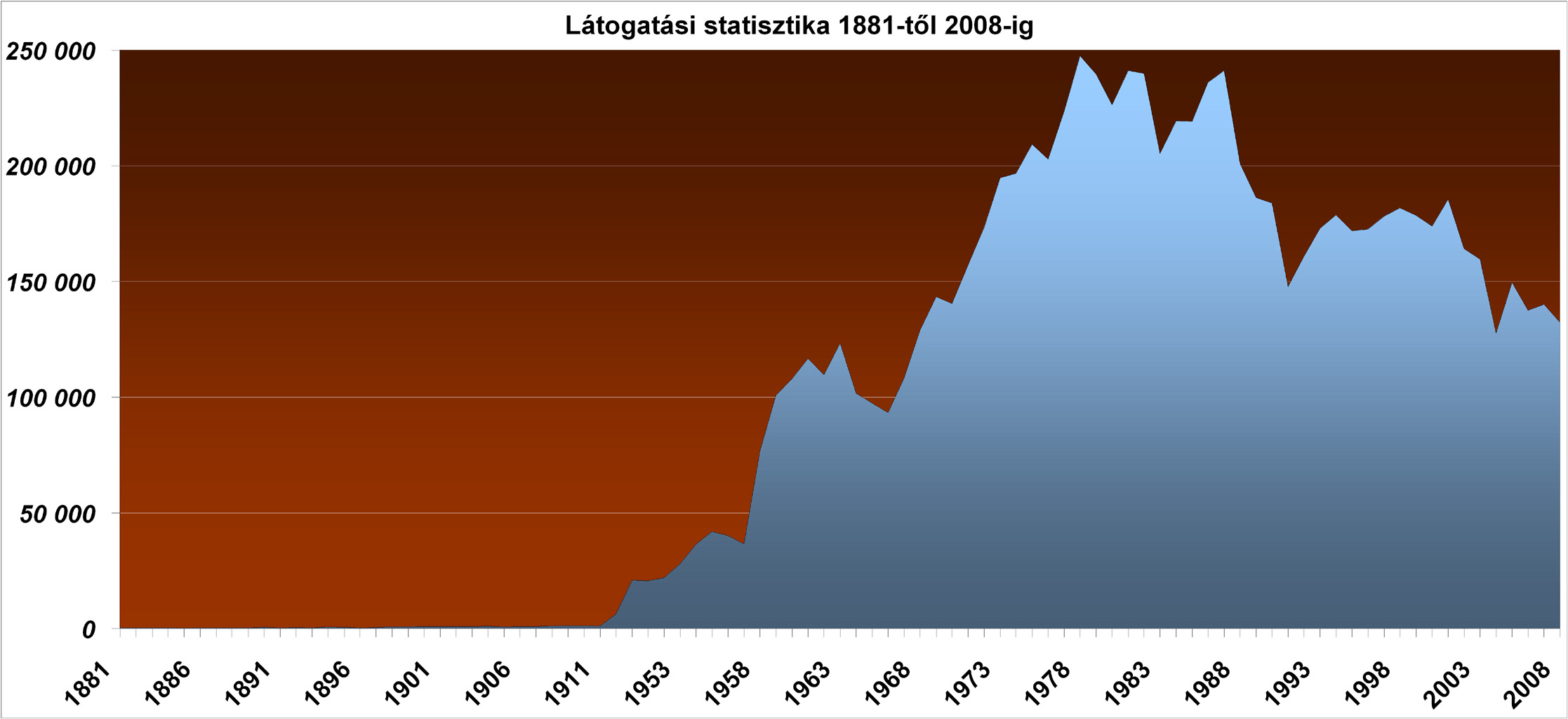
A Baradla-barlang látogatási statisztikája 1881-től 2008-ig

| év              | 1881    | 1882    | 1883    | 1884    | 1885    | 1886    | 1887    | 1888    | 1889    | 1890    | 1891    | 1892    | 1893    | 1894    | 1895    |
| látogatók száma | 355     | 434     | 408     | 352     | 281     | 411     | 363     | 508     | 420     | 602     | 370     | 562     | 505     | 704     | 643     |
| év              | 1896    | 1897    | 1898    | 1899    | 1900    | 1901    | 1902    | 1903    | 1904    | 1905    | 1906    | 1907    | 1908    | 1909    | 1910    |
| látogatók száma | 456     | 526     | 846     | 857     | 1063    | 972     | 1003    | 903     | 1067    | 866     | 943     | 1040    | 1195    | 1317    | 1264    |
| év              | 1911    | 1949    | 1950    | 1951    | 1952    | 1953    | 1954    | 1955    | 1956    | 1957    | 1958    | 1959    | 1960    | 1961    | 1962    |
| látogatók száma | 1224    | 6300    | 20 871  | 20 600  | 22 000  | 28 000  | 36 500  | 42 000  | 40 141  | 36 651  | 76 824  | 100 839 | 108 000 | 116 644 | 109 667 |
| év              | 1963    | 1964    | 1965    | 1966    | 1967    | 1968    | 1969    | 1970    | 1971    | 1972    | 1973    | 1974    | 1975    | 1976    | 1977    |
| látogatók száma | 123 292 | 101 681 | 97 402  | 93 261  | 108 273 | 128 974 | 143 377 | 140 452 | 157 010 | 173 377 | 194 727 | 196 716 | 209 297 | 202 836 | 223 524 |
| év              | 1978    | 1979    | 1980    | 1981    | 1982    | 1983    | 1984    | 1985    | 1986    | 1987    | 1988    | 1989    | 1990    | 1991    | 1992    |
| látogatók száma | 247 544 | 239 659 | 226 290 | 241 098 | 239 957 | 205 309 | 219 396 | 219 230 | 236 016 | 241 131 | 200 904 | 186 278 | 183 863 | 147 772 | 160 910 |
| év              | 1993    | 1994    | 1995    | 1996    | 1997    | 1998    | 1999    | 2000    | 2001    | 2002    | 2003    | 2004    | 2005    | 2006    | 2007    |
| látogatók száma | 172 973 | 178 754 | 171 925 | 172 649 | 178 215 | 181 787 | 178 588 | 173 885 | 185 478 | 164 139 | 159 607 | 127 655 | 149 629 | 137 482 | 140 044 |
| év              | 2008    | 2009    | 2010    | 2011    | 2012    | 2013    | 2014    | 2015    | 2016    | 2017    | 2018    | 2019    | 2020    | 2021    | 2022    |
| látogatók száma | 132 312 | 121 364 | 98 184  | 99 449  | 94 711  | 87 955  | 103 276 | 104 812 | 107 761 | 107 092 | 113 410 | 113 198 | 72 430  | 78 570  | 90 780  |

## További irodalom
- Gruber Péter – Gaál Lajos szerk.: A Baradla–Domica-barlangrendszer. A barlang, amely összeköt. ANPI, Jósvafő, 2014. 512 oldal